# Temple egipci

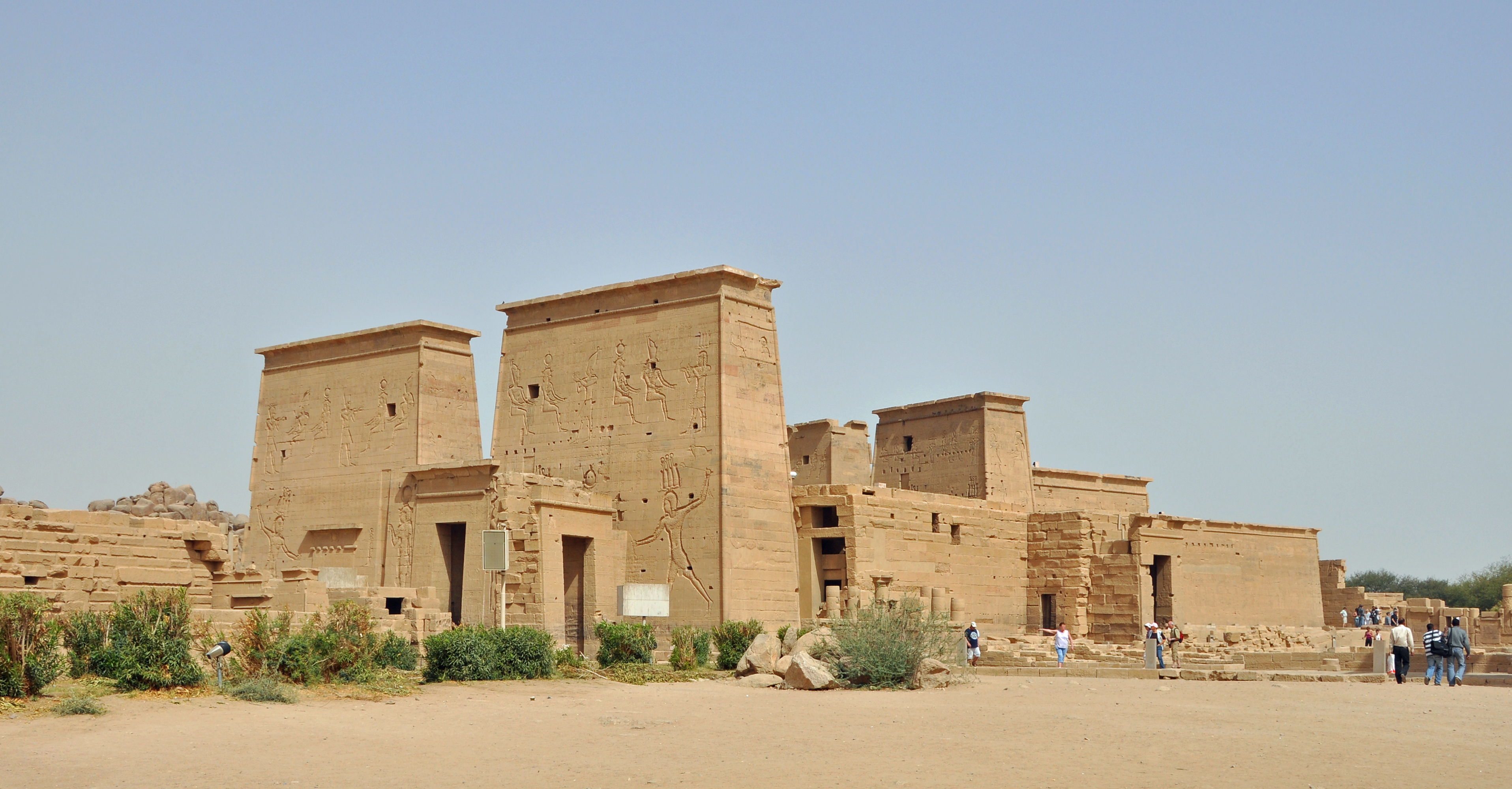
Temple d'Isis a Files.

Els temples egipcis van ser construïts per al culte oficial dels déus i per a la commemoració dels faraons a l'antic Egipte i a les regions sota el seu domini. Els temples eren vists com la llar dels déus o dels faraons als quals estaven dedicats i en ells els egipcis duien a terme diversos rituals, les funcions centrals de la religió egípcia: fer ofrenes als déus, recrear passatges mitològics mitjançant festivals i protegir-se de les forces del caos. Aquests rituals eren considerats imprescindibles perquè els déus mantinguessin la maat, l'equilibri diví de l'univers.

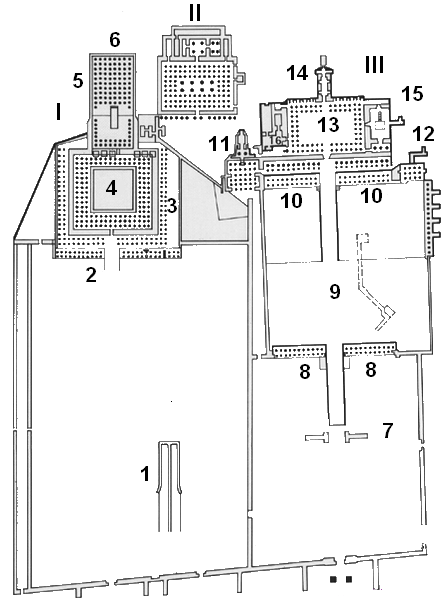
Planta dels temples de Deir el-Bahari (I:Temple de Mentuhotep II, de l'Imperi Mitjà; II:Temple de Tuthmosis III i III: Temple de Hatshepsut, tots dos de l'Imperi Nou).

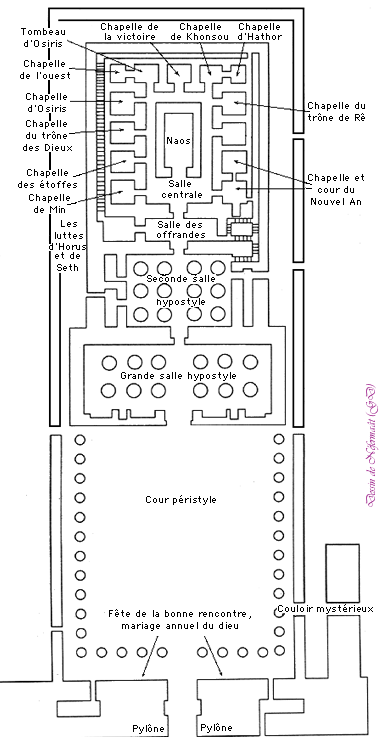
Planta del temple d'Horus a Edfú, d'època ptolemaica.

La cura de la llar dels déus era deure dels faraons, que van dedicar ingents quantitats de recursos per a la construcció i el manteniment dels temples. Per necessitat, els faraons delegaven la majoria dels rituals en una àmplia casta sacerdotal, per bé que la major part de la població romania al marge de la participació directa en les cerimònies, ja que tenia prohibit l'accés a les zones més sagrades dels temples. Tot i això, el temple sempre va ser un important centre religiós per a tots els egipcis, que anaven a ells a pregar, fer ofrenes i buscar la guia dels oracles.
La part més important del temple era el naos o santuari, que normalment albergava una imatge de culte, una estàtua del déu. Les estades que envoltaven el santuari van créixer en grandària i luxe amb el pas del temps, i així els temples van passar de simples santuaris durant el període predinàstic (finals del mil·lenni IV aC) als enormes edificis de pedra de l'Imperi Nou (aprox. 1550-1070 aC.). Els temples d'aquesta època es troben entre els exemples més grans i duradors de tota l'arquitectura egípcia, i apareixen decorats i ordenats segons els complexos patrons del simbolisme religiós. El seu disseny típic consistia en una sèrie de sales tancades, patis oberts i monumentals accessos flanquejats per pilons, tot alineat en un eix que marcava la ruta dels festivals processionals. Entorn del temple pròpiament dit se solia crear un mur que encerclava diversos edificis secundaris. Els grans temples també posseïen gran quantitat de terres de cultiu en les quals treballaven fins a milers de laics per a satisfer les seves necessitats. Els temples van ser, a més de centres religiosos, importants enclavaments econòmics. Els sacerdots que s'encarregaven d'aquestes poderoses institucions gaudien de gran influència en el govern del país, i malgrat la seva ostensible subordinació al faraó, de vegades van plantejar significatius desafiaments a la seva autoritat.
La construcció de temples a Egipte va continuar malgrat el declivi de la nació i la seva pèrdua d'independència sota el domini de l'Imperi Romà. No obstant això, amb l'arribada del cristianisme la religió politeista egípcia va haver d'afrontar una creixent persecució, i l'últim temple va ser tancat el 550 dC. Durant segles, els temples van patir destrucció i abandonament. No va ser fins a començaments del segle xix, i especialment després de la campanya napoleònica a Egipte, que creixeria l'interès pel país del Nil entre els occidentals, la qual cosa donaria lloc al naixement de l'egiptologia i l'auge del turisme per visitar les restes d'aquella civilització. Dotzenes de temples han sobreviscut fins als nostres dies. Alguns són atraccions turístiques de fama mundial i contribueixen de manera important a l'economia de l'Egipte modern. Els egiptòlegs continuen estudiant els temples supervivents i les restes dels destruïts, ja que són llocs amb informació sobre la societat de l'Antic Egipte.

## Funcions

### Religiosa

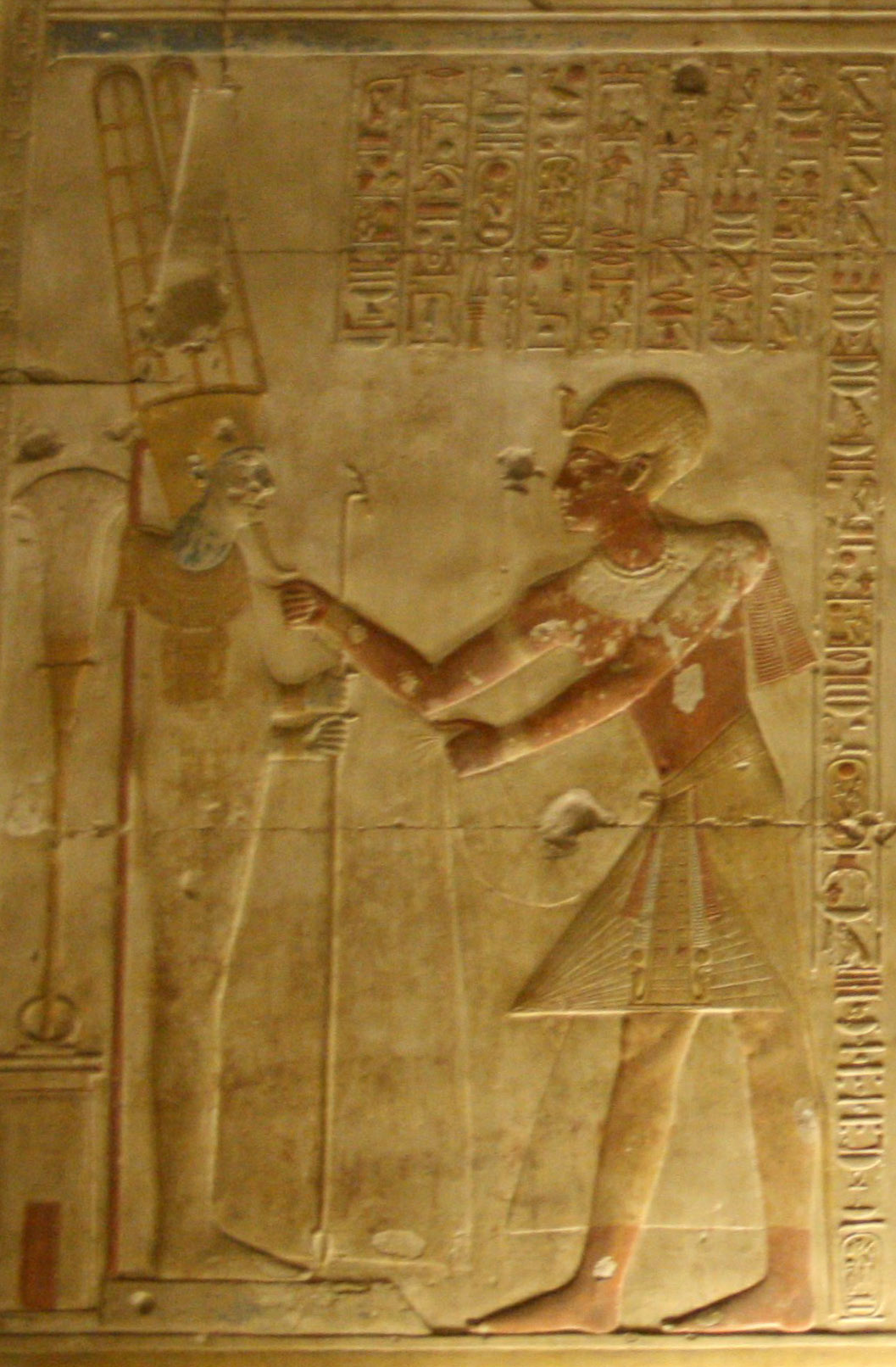
Baix relleu que representa el faraó Seti I realitzant rituals per al déu Amon.

Els temples de l'antic Egipte eren la residència dels déus a la Terra. De fet, el terme que els egipcis feien servir per definir-los, ḥwt-nṯr, significa «mansió (o recinte) d'un déu». La presència dels déus al temple era un nexe d'unió entre el món diví i l'humà i permetia a aquests últims relacionar-se amb ells mitjançant diversos rituals. Segons creien, aquests rituals mantenien el déu i li permetien continuar amb el seu paper en la naturalesa, el de garantir la maat, l'ordre ideal de la naturalesa i la societat humana segons les creences egípcies. El manteniment d'aquesta maat era tot el propòsit de la religió egípcia, i, per tant, també del temple.
Com a posseïdor de poder diví, el faraó era considerat el representant d'Egipte davant els déus i el seu més important defensor de la maat. Per això, el seu deure teòric era dur a terme els rituals al temple. Encara que no se sap en realitat amb quina freqüència participava en les cerimònies, l'existència de temples a tot Egipte feia impossible que el faraó complís la seva funció en tots ells i la majoria de les vegades delegava aquesta tasca en els sacerdots. Tot i això, el faraó havia d'assegurar el manteniment, la provisió i l'expansió dels temples en tots els seus dominis.
Tot i que el faraó delegava la seva autoritat, la realització dels rituals era un deure oficial, restringit només als grans sacerdots. La participació del poble pla estava prohibida en la majoria de cerimònies, de manera que l'activitat religiosa dels laics tenia lloc en privat o en santuaris comunitaris, fora dels temples oficials. Tot i això, la condició de vincle primari entre el món humà i el diví que tenien els grans temples els assegurava una atracció considerable entre els egipcis del carrer.
Cada temple estava dedicat a una deïtat principal, encara que la majoria també estaven dedicats a altres divinitats. Encara que tinguessin poca o cap presència en els temples, dimonis i déus de la llar estaven implicats en les pràctiques religioses màgiques o privades. També existien déus que tenien papers importants en el cosmos, però per raons poc clares no eren venerats en temples propis. Dels déus que tenien temples propis alguns eren venerats només en determinades regions d'Egipte, i encara que gaudien de profunda devoció en llocs concrets, no tenien presència a tot el territori. Fins i tot les deïtats venerades a tot Egipte es relacionaven clarament amb les ciutats en què es trobaven els seus temples principals. En els mites creacionistes egipcis, el primer temple es va construir com a llar d'un déu, encara que el nom d'aquest déu i l'emplaçament del temple en el suposat lloc des del qual tot es va originar variaven segons la ciutat. Per tant, cada temple egipci s'associava amb aquest temple primigeni i amb aquest lloc de creació original. Com a llar de la divinitat i com a localització mitològica de la fundació de la ciutat, el temple era el centre de la seva regió i el lloc des del qual el déu patró la controlava.
Els faraons també van construir temples on es realitzaven ofrenes destinades a protegir el seu esperit en la vida eterna, sovint vinculats o propers a les seves tombes. Aquests temples són sovint anomenats «temples funeraris» per distingir de la resta, encara que egiptòlegs com Gerhard Haeny han dubtat de la diferència entre tots dos, ja que els egipcis no els anomenaven de forma diferent. Tampoc els rituals per als déus i per als morts eren mútuament excloents, ja que el simbolisme al voltant de la mort es trobava en tots els temples egipcis. El culte als déus era present en tots els temples funeraris, sobre el que l'egiptòleg Stephen Quirke ha dit que «en tots els períodes el culte reial implicava els déus, però igualment ... tot el culte als déus implicava el faraó». Tot i això alguns temples van ser clarament dedicats a commemorar faraons morts i fer ofrenes al seu esperit, encara que el seu propòsit exacte és desconegut; potser es volia equiparar al faraó amb els déus elevant-lo a un estatus superior al d'altres monarques. En qualsevol cas, la dificultat de distingir entre temples divins i funeraris reflecteix l'estreta interrelació entre els déus i la reialesa en les creences egípcies.

### Econòmica i administrativa
Els temples van ser centres clau d'activitat econòmica. Els més grans necessitaven ingents quantitats de recursos i empraven desenes de milers de persones entre sacerdots, artesans i obrers. El funcionament econòmic d'un temple era similar al d'una gran casa egípcia, amb servents dedicats a l'atenció del déu de la mateixa manera que ho farien amb el propietari d'una propietat. Aquesta similitud es reflecteix en el terme egipci per les terres d'un temple i la seva administració, pr, que ve a significar «casa» o «béns».
Alguns dels subministraments del temple eren donacions directes del faraó. A l'Imperi Nou, quan Egipte era un poder imperial, aquestes donacions provenien dels botins de les campanyes militars o dels tributs lliurats per regnes subjugats. El faraó també podia recaptar impostos que anaven directament al temple, mentre que altres ingressos procedien de donacions particulars, com ara terres, esclaus o béns a canvi de serveis sacerdotals, com el rés per les seves ànimes en el més enllà.

Baix relleu que mostra personificacions de diversos nomós (províncies egípcies) lliurant ofrenes. Gran Temple d'Abidos.

No obstant això, gran part del suport econòmic del temple venia dels seus propis recursos, especialment de grans extensions de terres situades extramurs que fins i tot podien trobar-se a molta distància. La propietat més valuosa era la terra de conreu, que produïa gra, fruita o vi i mantenia el bestiar. Els temples podien explotar directament aquestes terres, arrendar-les als agricultors a canvi d'una part de la producció o gestionar-la conjuntament amb l'administració reial. Els temples també enviaven expedicions al desert, on aconseguien productes com sal, mel, animals de caça o minerals preciosos. Algunes d'aquestes institucions religioses posseïen flotes de vaixells que utilitzaven per comerciar al llarg del Nil o fins i tot fora de les fronteres egípcies. Així doncs, com diu Richard H. Wilkinson, els béns del temple «sovint van representar ni més ni menys que una porció del mateix Egipte». Com a grans centres econòmics i llocs de treball d'una part important de la població, els recintes templers eren una part clau de les ciutats egípcies en què se situaven. Així mateix, quan un temple es fundava en terra deshabitada, una nova ciutat es creava per donar-li suport.
Tot aquest poder econòmic estava en última instància en poder del faraó, i l'administració reial podia ordenar a un temple desviar part dels seus recursos a un altre menor per donar suport a la seva expansió. Amb això el faraó podia incrementar els ingressos d'un temple dedicat a un déu al que estigués agraït, i els temples funeraris de governants recents tendien a desviar recursos als de faraons morts temps enrere. D'altra banda, el faraó també podia ordenar als temples proporcionar subministraments per a altres fins, cas dels temples funeraris de la necròpolis tebana, que van supervisar la provisió dels treballadors de Deir el-Medina que construïen les tombes reials. La forma més dràstica de control de les propietats del temple era revisar completament la distribució de les seves propietats al llarg de tot el regne, cosa que podia implicar el tancament d'alguns temples i alterar significativament el panorama econòmic d'Egipte. Per tant, aquests temples van ser importants instruments amb què els faraons van controlar els recursos i els habitants del seu regne. No obstant això, com a supervisores directes de la seva pròpia esfera econòmica, les administracions dels grans temples exercien una influència considerable que podia desafiar l'autoritat d'un faraó feble.

## Desenvolupament

### Desenvolupament primerenc
Els santuaris més antics coneguts van aparèixer a Egipte al període predinàstic, a finals del mil·lenni IV aC. Aquests primigenis edificis es van fer amb materials peribles com ara fusta, estores de canya i tova. Tot i la transitorietat d'aquestes antigues construccions, l'art egipci posterior va continuar usant i adaptant elements d'ells, evocant els antics santuaris per suggerir la naturalesa eterna dels déus i els llocs en què habitaven.
Al començament del període arcaic (c. 3100-2686 aC) els primers faraons van construir complexos funeraris al centre religiós d'Abidos seguint un patró general únic: recinte quadrangular de tova i monticle de terra en el seu centre. No és clar si, en aquesta primera etapa, els temples d'altres zones d'Egipte rebien mecenatge reial o només estaven influïts per l'estil dels temples reals. En qualsevol cas, a l'Imperi Antic (c. 2686-2181 aC) que va seguir al període arcaic, els monuments funeraris reals van patir una tremenda expansió, mentre que la majoria de temples consagrats a les divinitats van romandre relativament modestos. Això suggereix que la religió oficial en aquest període va emfatitzar el culte al faraó diví per damunt del culte directe als déus.

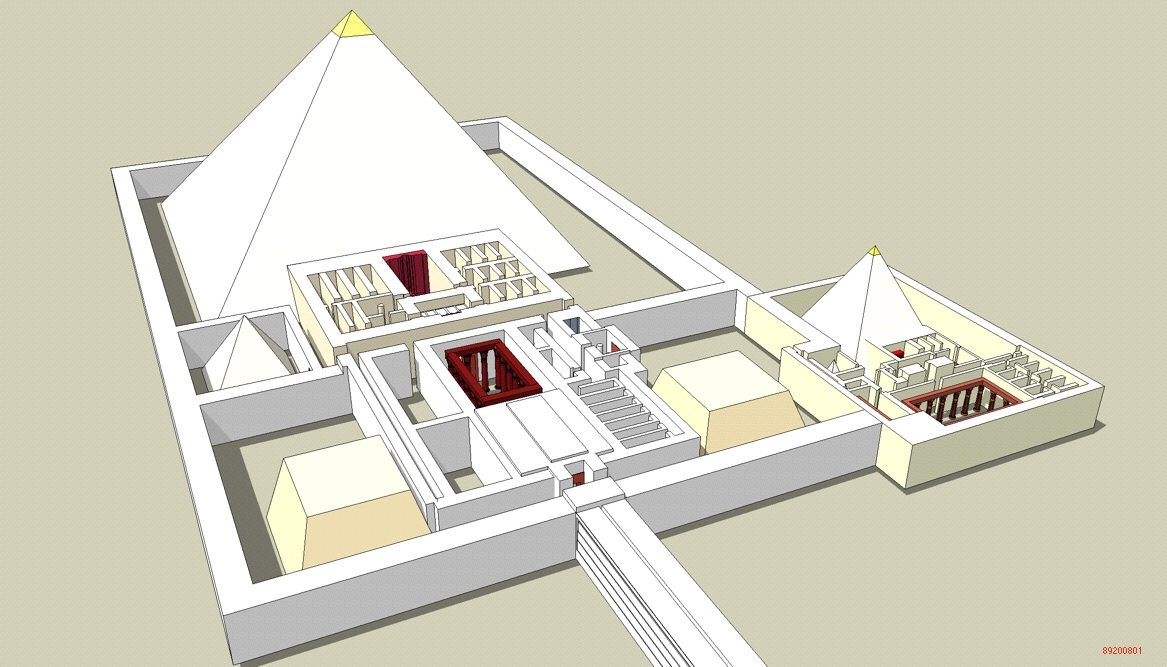
Reconstrucció del complex funerari del faraó Djedkare Isesi de l'Imperi Antic.

L'expansió dels monuments funeraris començar durant el regnat de Djoser, que va construir el seu complex enterament de pedra i va reemplaçar el monticle intramurs per una piràmide esglaonada en l'interior de la qual va ser enterrat. A la resta de l'Imperi Antic, tomba i temple es van unir en elaborats complexos piramidals de pedra, prop dels quals existia una vila que donava subministrament a les seves necessitats, de la mateixa manera que els pobles que proveiran als temples al llarg de la història egípcia. El faraó Snefru va introduir novetats, ja que, a partir de la seva primera Piràmide de Meidum, va ordenar construir complexos piramidals simètrics al llarg d'un eix est-oest, amb un temple de la vall a la vora del Nil comunicat amb un altre temple situat al peu de la piràmide. Els successors immediats de Snefru van seguir aquest patró, però a finals de l'Imperi Antic els complexos piramidals combinaven diferents elements tant de la distribució al llarg d'un eix com del pla rectangular de Djoser.
Per abastir els enormes complexos piramidals dels faraons van fundar noves ciutats i finques agrícoles a les terres sense explotar al llarg d'Egipte. El flux de productes des d'aquestes terres al govern central i els temples va ajudar a unificar el regne. No obstant això, l'auge del poder dels temples i dels sacerdots que els gestionaven els va convertir en institucions molt independents del poder reial, el que va afeblir el poder central i va contribuir a la caiguda de l'Imperi Antic.
Els governants de l'Imperi Mitjà (c. 2055-1650 aC), que van reunificar el país després de la seva col·lapse, van continuar construint piràmides i complexos a elles associats. Les poques restes que es conserven dels temples de l'Imperi Mitjà mostren que els seus traçats es van fer perfectament simètrics i en els temples dedicats a les divinitats es va començar a fer un ús més gran de la pedra. El patró de temple amb un santuari després d'una sala de columnes apareix ja sovint en aquest període, i de vegades aquests dos elements estaven precedits per patis oberts, presagiant el disseny de temple estàndard utilitzat en etapes posteriors.

### Imperi Nou
Amb major riquesa i poder durant l'Imperi Nou (c. 1550-1070 aC), Egipte va destinar encara més recursos als seus temples, que es van fer més grans i complexos. Els càrrecs de grans sacerdots es van convertir en permanents en lloc de rotatius, i un cop més van aconseguir una important parcel·la del poder a Egipte. És possible que, amb l'expansió de la influència dels temples, les celebracions religioses que fins llavors havien estat públiques fossin absorbides pels cada vegada més importants festivals rituals dels temples. El déu més important d'aquest període va ser Amon i els sacerdots del seu principal centre de culte, el gran temple d'Amon a Karnak, Tebes, van aconseguir una enorme influència política.

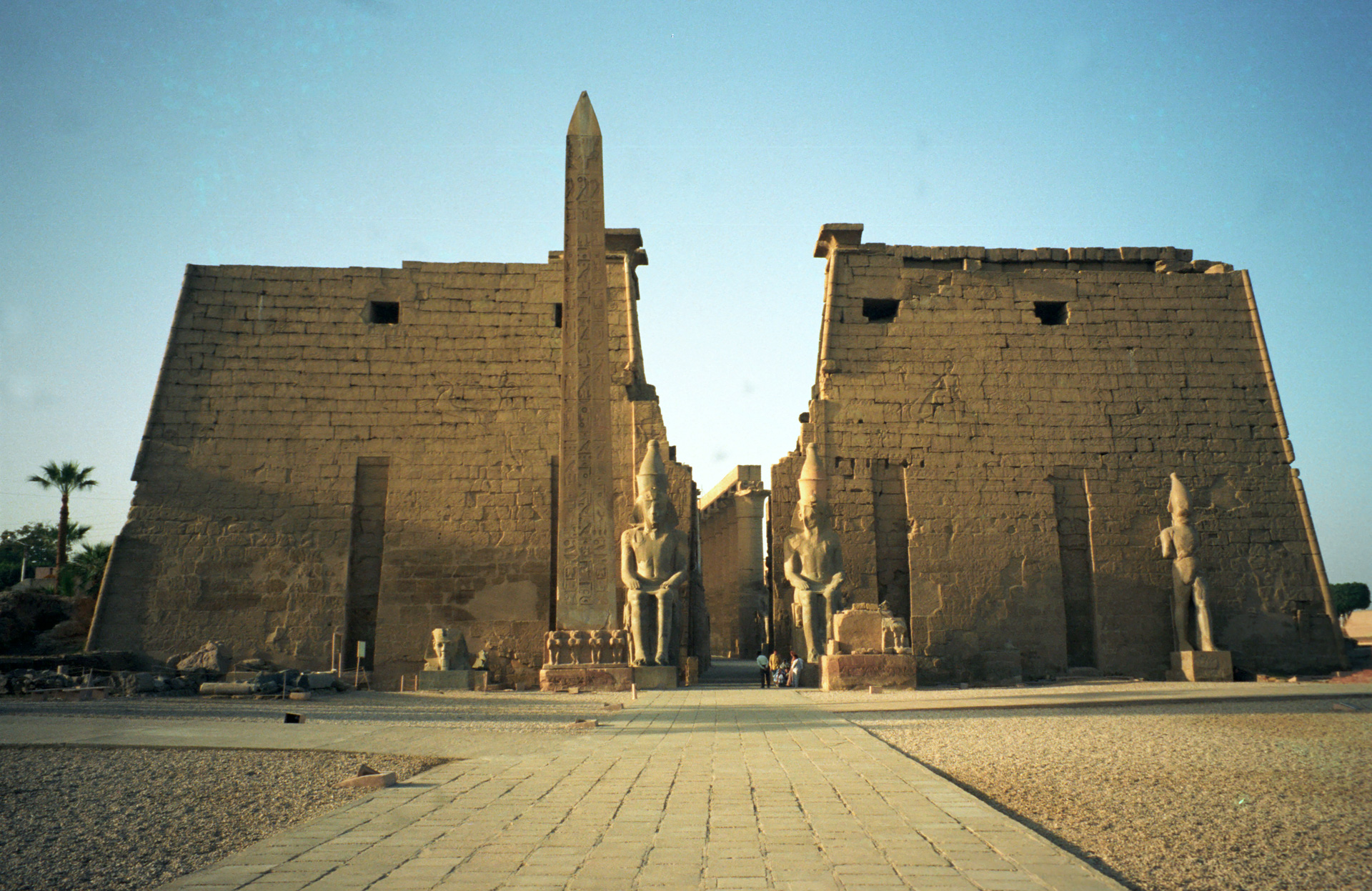
Piló d'entrada al Temple de Luxor, un dels temples més importants de l'Imperi Nou.

Molts temples foren llavors construïts completament de pedra i el seu pla general va quedar fixat: santuari', sales, patis i accessos flanquejats per pilons, tots orientats al llarg de la ruta de les processons dels festivals. Els faraons de l'Imperi Nou van deixar d'erigir piràmides com a monuments funeraris en favor de tombes allunyades dels seus temples funeraris. Sense piràmides al voltant de les que organitzar-se, els temples funeraris van començar a distribuir-se segons el mateix pla que els dedicats als déus.
A mitjans de l'Imperi Nou el faraó Akhenaton va convertir el déu Aton en l'única divinitat del culte oficial i va abolir el culte a totes les altres deïtats. Els temples tradicionals es van descuidar en favor dels nous dedicats a Aton, el disseny i construcció dels quals diferia notablement. Però aquesta revolució religiosa d'Akhenaton va ser abolida poc després de la seva mort, els temples tradicionals foren reinstaurats i els dedicats a Aton foren desmantellats. Els faraons posteriors dedicaren encara més recursos als temples, particularment Ramsès II, el més prolífic constructor de monuments de tota la història egípcia. La influència religiosa de la casta sacerdotal va augmentar al mateix temps que la seva riquesa: els oracles dels temples, controlats pels sacerdots, van ser un recurs cada vegada més popular per prendre decisions. El poder faraònic es va esvair i al segle XI aC els summes sacerdots d'Amon van ser capaços de prendre el control de tot l'Alt Egipte, amb la qual cosa donaren inici a la fragmentació política anomenada tercer període intermedi (c. 1070-664 aC).
Amb l'esfondrament de l'Imperi Nou va cessar per sempre la construcció de temples funeraris. No obstant això, alguns governants del Tercer període intermedi van ser enterrats dins dels temples divins, amb la qual cosa es donava continuïtat a l'estreta relació entre temple i tomba.

### Evolució tardana
Al període tardà (664-323 aC) el debilitat estat egipci va quedar a mercè de diverses potències estrangeres, i només experimentà períodes ocasionals d'independència. Molts d'aquests governants forans van fundar o van ampliar temples amb la finalitat de reforçar la seva pretensió al tron d'Egipte. Els faraons de Cuix dels segles VIII i VII aC van restaurar el temple de Karnak i adoptaren l'estil d'arquitectura de temples egípcia en les construccions de la seva originària Núbia, on van donar origen a una llarga tradició de sofisticada construcció de temples nubians. En aquests segles confusos la fortuna de diversos temples va canviar, però la influència de la casta sacerdotal en general es va mantenir.

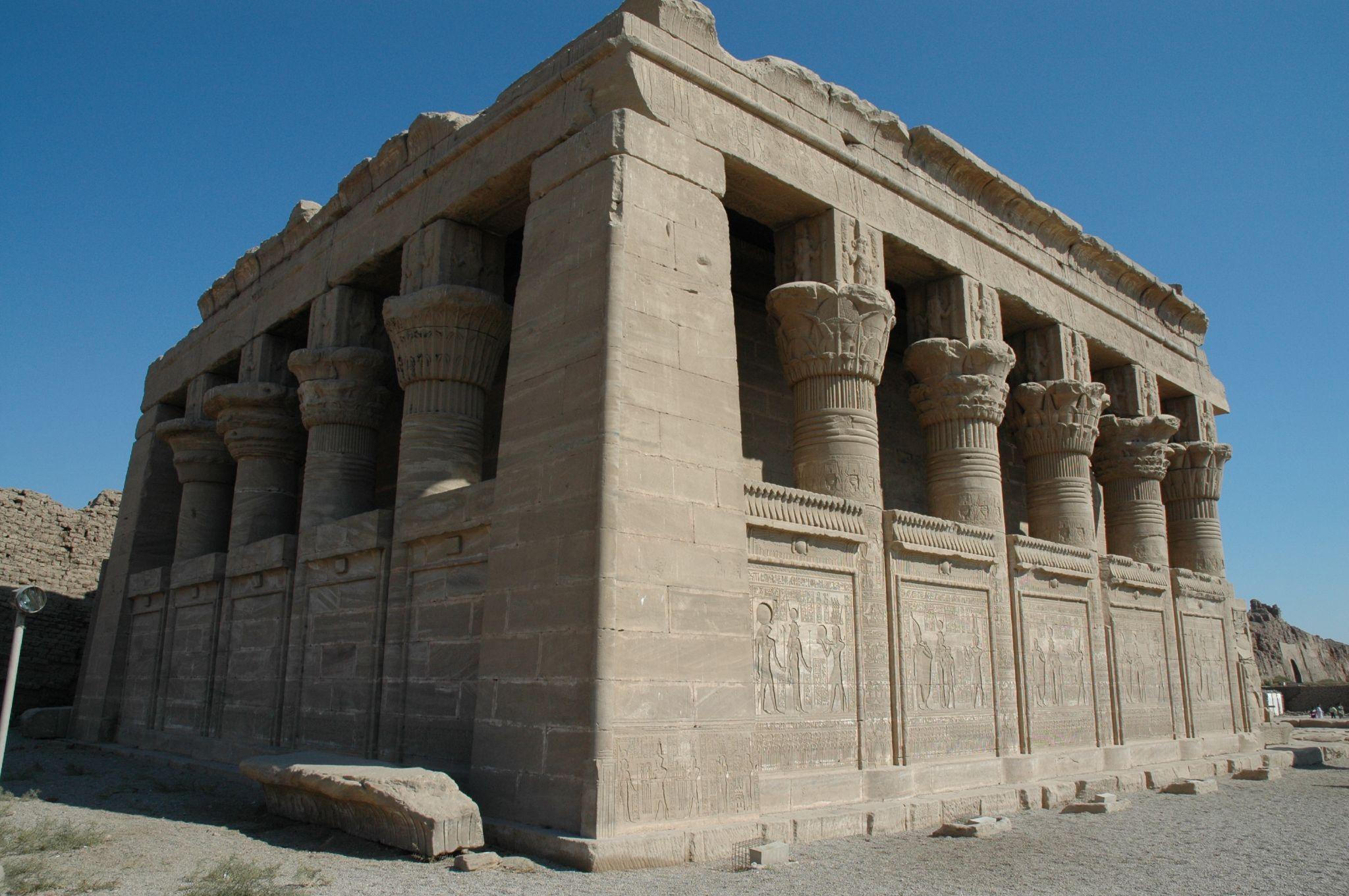
Mammisi d'època romana al Temple de Denderah.

Tot i l'agitació política, el temple egipci va continuar evolucionant sense adoptar gairebé influències estrangeres. Atès que la construcció de temples anteriors majoritàriament s'havia centrat en déus masculins, les deïtats femenines i infantils van esdevenir progressivament més importants. Els temples es van centrar en activitats religioses més populars com els oracles, cultes d'animals i oracions. Van continuar desenvolupant noves formes arquitectòniques, com ara quioscs coberts davant de les portes d'accés, estils de columnes més recarregats i els mammisi, edificis per a la celebració del naixement mític d'un déu. Tot i que l'últim estil dels temples s'havia desenvolupat en l'últim període de govern natiu, molts dels seus exemples daten de l'època de la dinastia ptolemaica, els reis grecs que van governar com a faraons durant gairebé 300 anys.
Després de la conquesta per part de Roma del regne ptolemaic l'any 30 aC, els emperadors romans van assumir el paper de governants i patrons dels temples. Els fons atorgats per August i els emperadors del segle I d. C. van anar disminuint cap al segle iii a causa de les penúries econòmiques de l'imperi, quan ja alguns grans temples estaven en estat de progressiva ruïna. Tot i això, la construcció de temples va continuar fins al segle iv, quan l'ascens dels emperadors romans cristians va fer que els temples perdessin el seu tradicional suport econòmic estatal, els seus tresors disminuïssin i els ingressos es destinaren a la creació d'esglésies. Al 391 dC tots els cultes pagans van ser prohibits per Teodosi I i aquest mateix any el Serapeum d'Alexandria va ser destruït pels cristians. Els atacs als pagans i els seus temples es van estendre per tot Egipte i, l'any 550 dC, Filé, l'últim gran temple en funcionament que restava al país del Nil, va ser tancat. 

## Construcció

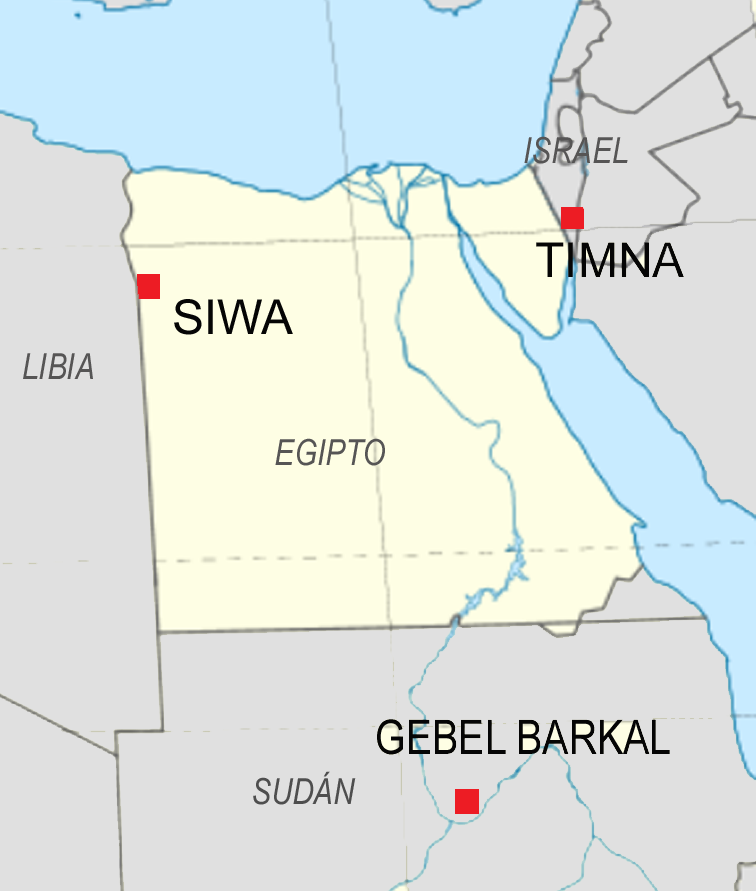
Límits geogràfics de l'expansió dels temples de l'antic Egipte en un mapa amb les fronteres polítiques actuals.

Els temples es van erigir al llarg de tot l'Alt i el Baix Egipte, així com en els oasis del desert de Líbia sota control egipci, fins a Siwa, i en llocs avançats com Timna, en la península del Sinaí. En els períodes en què Egipte va controlar Núbia els governants del Nil van construir temples allà, tan al sud com Gebel Barkal. La majoria de ciutats d'Egipte tenien un temple, però en alguns casos, com els temples funeraris o els temples de Núbia, es creaven de nova planta en terres abans deshabitades. L'emplaçament exacte del temple era decidit per motius religiosos, i podria ser el lloc de naixement o enterrament mític d'un déu. L'orientació del temple podia decidir-se per alinear-lo amb llocs de significat religiós, com un temple veí, el naixement del sol o la posició d'alguna estrella. Per exemple, el gran temple d'Abu Simbel, està alineat de tal manera que dues vegades a l'any els raigs del sol naixent il·luminen les estàtues dels déus en el santuari. La majoria dels temples, però, es van alinear cap al Nil, amb un eix que transcorre aproximadament d'est a oest.
La construcció del temple pròpiament dita anava precedida d'una sèrie de complexos rituals fundacionals. Després de la finalització d'aquest, es tornaven a realitzar rituals dedicats al déu patró, els quals havien de ser consumats pel mateix faraó com a part dels seus deures religiosos. De fet, en la creença egípcia la construcció del temple era el deure simbòlic del sobirà, encara que en realitat la seva execució era tasca de centenars de súbdits reclutats pel sistema de corvees Usant majoritàriament eines de fusta i pedra,  els obrers construïen per als temples enormes estructures que trigaven anys o dècades a finalitzar.

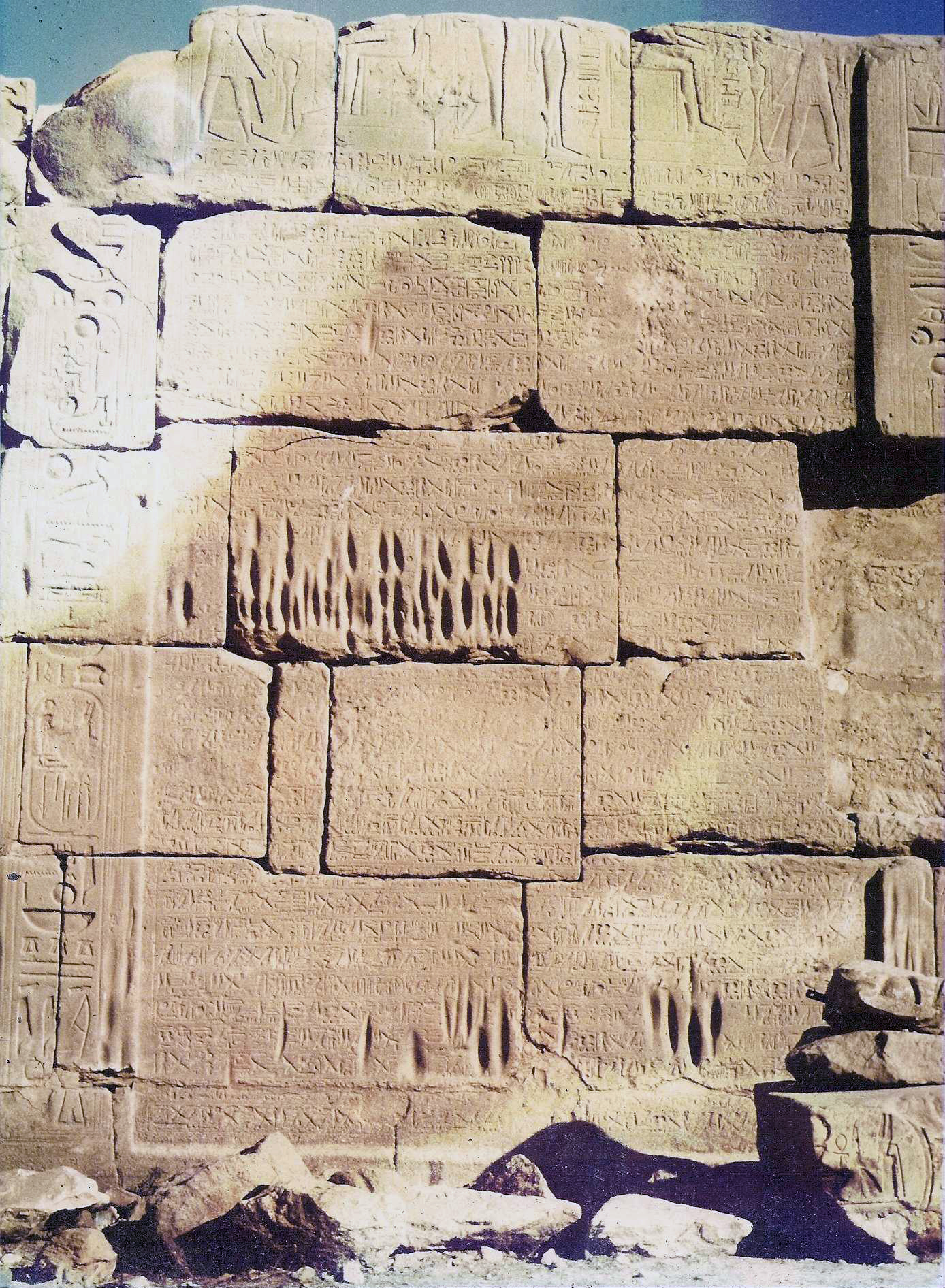
Versió egípcia del Tractat de Cadeix inscrit en un dels murs del Temple de Karnak.

L'ús de la pedra per aixecar els temples egipcis no buscava més que emfatitzar i assegurar el seu propòsit de servir com a estances eternes per als déus i els distingien dels edificis per a ús dels mortals, construïts amb la modesta tova. Tanmateix, en els primers temps els temples eren construïts únicament de tova i altres materials peribles, matèria primera que en realitat va ser l'emprada durant tota la història egípcia per crear els edificis adjacents als temples. La pedra més utilitzada va ser calcària i arenisca, molt comuns en el centre i sud d'Egipte, mentre que pedres més dures i difícils de tallar, com el granit, es van usar en menor mesura per elements concrets com els obeliscs. Els carreus de pedra podien procedir d'una pedrera propera al temple en construcció o ser transportats en vaixell pel Nil des de llocs d'extracció llunyans.
Per crear els fonaments dels temples s'excavaven rases a la sorra que després s'omplien amb lloses de pedra. Els murs i altres estructures s'aixecaven amb enormes carreus de diferents formes i mides, col·locats en fileres i units en sec, sense morter. Cada bloc es tallava per aconseguir una perfecta unió amb els adjacents, i s'obtenien carreus prismàtics les formes irregulars dels quals quedaven encaixades. L'interior dels murs s'emplenava amb pedres irregulars, de rebuig, i terra. Per construir estructures sobre el nivell del sòl els treballadors creaven grans rampes de terra, i per excavar cambres a la roca viva començaven des de dalt, obrint un espai a prop del sostre des del qual podien continuar buidant la resta de la cambra. Un cop completada l'estructura del temple, la superfície aspra dels carreus de pedra es polia per allisar-la i després es tallaven baixos relleus, generalment amb relleus enfonsats i amb acabats de gran perfecció. Si la pedra era de mala qualitat per tallar-se, es cobria amb una capa de morter de guix, després de la qual cosa tots els relleus acabaven de completar-se amb daurats, incrustacions d'altres materials i pintura. Les pintures eren en general una barreja de pigments aglutinats amb algun tipus d'adhesiu, possiblement goma natural.
La construcció del temple no acabava quan el pla original estava complet, ja que sovint els faraons ordenaven reconstruir, reposar estructures deteriorades o afegir nous edificis. En el transcurs d'aquestes ampliacions, sovint desmantellaven les velles construccions per usar els seus materials com a farciment de les noves, el que podien fer per conveniència o perquè aquestes estructures i els seus patrocinadors s'havien convertit en un anatema, com va succeir amb els temples d'Akenaton. Aquesta expansió i remodelació podia distorsionar considerablement el traçat original del temple, cas de l'enorme recinte d'Amon-Ra a Karnak, on es van traçar dos eixos perpendiculars i diversos temples satèl·lit.

## Disseny i decoració

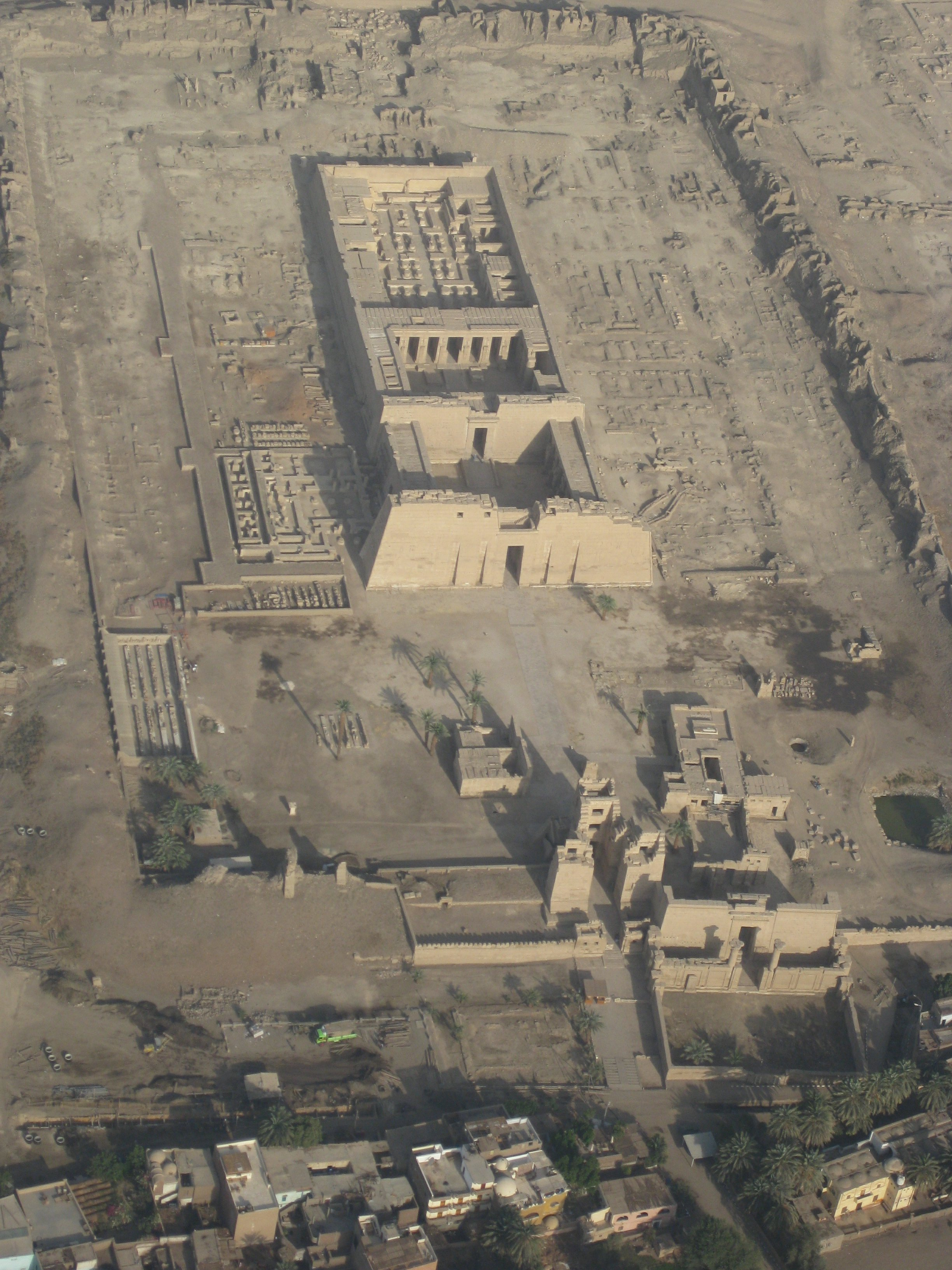
El temple de Ramsès III a Medinet Habu, envoltat per les restes dels altres edificis del complex.

Igual que tota l'arquitectura de l'antic Egipte, els dissenys dels temples van emfatitzar l'ordre, la simetria i la monumentalitat, i combinaren formes geomètriques amb estilitzades representacions vegetals. El seu disseny rememorava també les formes dels primers edificis egipcis. Per exemple, les motllures en cavet a la part superior dels murs es van crear per imitar les files de fulles de palma disposades a les parets arcaiques, i la inclinació dels murs exteriors, a més de per assegurar la seva robustesa, eren també un vestigi dels antics mètodes de construcció. La distribució en planta dels temples es basava en un eix que discorria des del santuari de l'entrada principal, i en el patró plenament desenvolupat emprat en l'Imperi Nou i posteriorment, la ruta usada en els festivals processionals -una gran avinguda esquitxada d'enormes portes- va servir com l'esmentat eix central. La ruta era entesa com l'emprada pels déus en els seus viatges fora del santuari, mentre que la gent feia servir portes laterals menors. Les parts típiques d'un temple, com la sala hipòstila plena de columnes, els peristils oberts i els pilons en les entrades, van ser disposats al llarg d'aquest eix en un ordre tradicional però flexible. Més enllà del temple pròpiament dit, dins dels murs exteriors s'albergaven nombrosos edificis auxiliars.
Aquest patró de temple podia variar considerablement, fins i tot al marge dels efectes distorsionadors dels edificis secundaris. Alguns temples van ser excavats íntegrament a la roca viva, com el d'Abu Simbel, o parcialment, com les cambres interiors amb patis i pilons de maçoneria de Wadi al-Sabua, encara que en essència es van distribuir segons el patró dels temples a l'aire lliure. En altres, com el temple funerari de Deir el-Bahari, la ruta processional recorre una sèrie de terrasses a diferents nivells amb rampes d'ascensió. Els temples més peculiars van ser els dedicats a Atón per ordre d'Akhenaton, en els quals l'eix travessava diversos patis completament oberts saltats d'altars.
El model tradicional era altament simbòlic. Era una variant molt recarregada del disseny d'una casa egípcia, reflectint el seu paper de «casa del déu». Més enllà d'això, el temple va representar una part del món diví a la Terra. El santuari elevat i tancat semblava tant turó sagrada primigènia quan va ser creat el món, com la càmera d'enterrament d'una tomba, on habitava el ba del déu, el seu esperit, de la mateixa manera que el ba humà habita la seva mòmia. Segons les creences egípcies, aquest lloc crucial estava aïllat de les impureses del món exterior, per la qual cosa l'accés al santuari estava molt restringit i la llum que hi penetrava era molt tènue. No obstant això, el temple també representava el món mateix, i així la via processional no era més que el recorregut del sol pel cel i el santuari la Duat on es creia que penetrava a la nit per després renéixer. L'espai exterior s'equiparava així amb les aigües del caos que envoltaven el món, mentre que el temple representava l'ordre del cosmos i el lloc on aquest ordre era contínuament renovat.

### Cambres interiors
Les cambres interiors del temple estaven al voltant del santuari del déu patró, que normalment se situava en l'eix del temple i en la part posterior del conjunt, mentre que en els temples de les piràmides estaven situats al costat de la seva base. El santuari era el centre dels rituals del temple, el lloc on la presència divina es manifestava més poderosament, encara que les formes d'aquesta manifestació eren diverses. En els temples d'Aton i en els santuaris solars tradicionals l'objecte del ritual era el mateix sol, adorat en patis a cel obert. En molts temples funeraris les sales interiors contenien estàtues del faraó mort, o una porta falsa on es creia que apareixia el seu ba per rebre ofrenes.

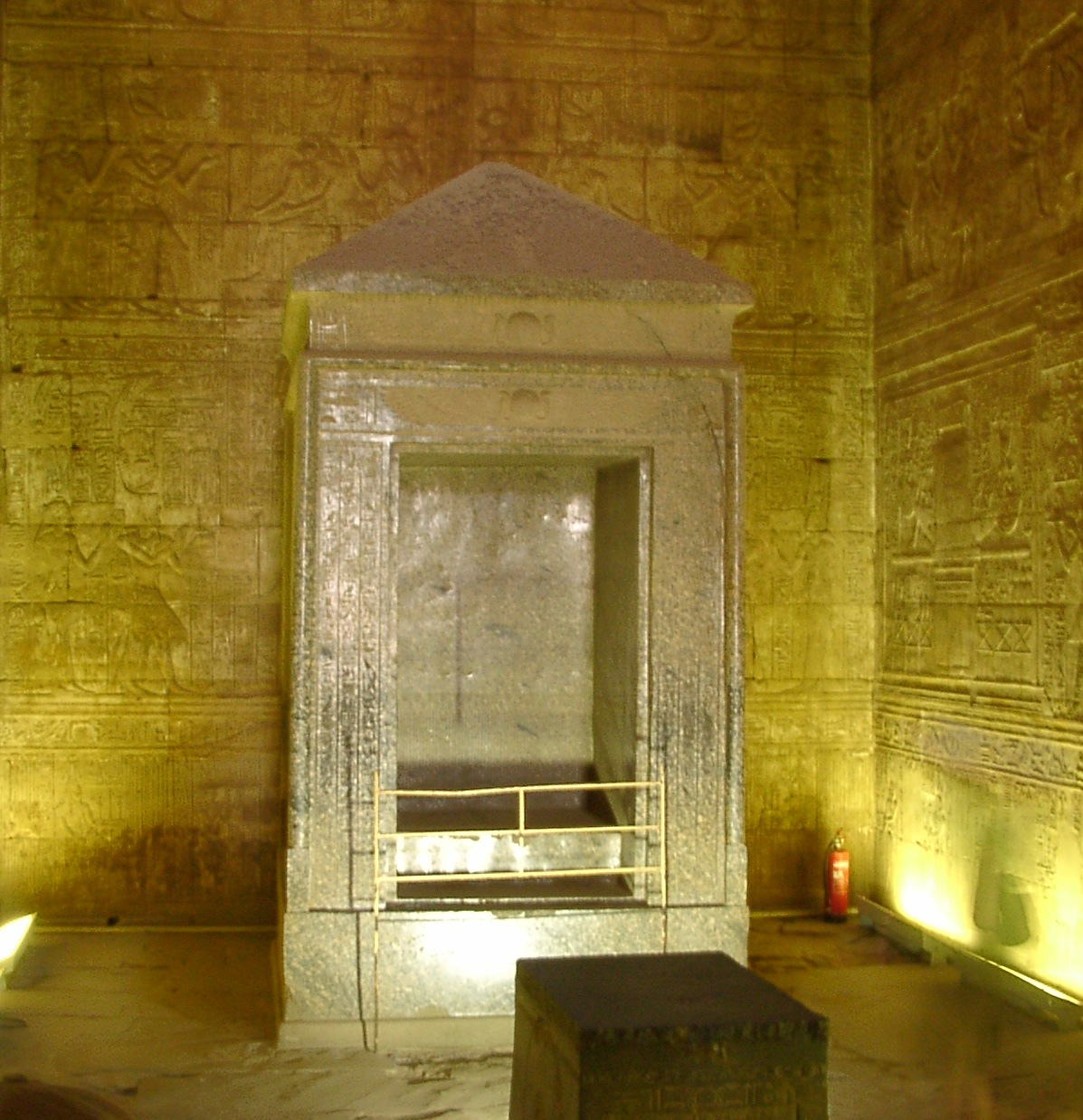
Santuari del Temple d'Edfú.

No obstant això, en la majoria de temples el focus era la imatge de culte: una estàtua del déu del temple on es creia que habitava el seu ba i interactuava amb els humans. El santuari en aquests temples contenia una naos, un tabernacle que albergava la imatge del déu o un model de barca que contenia la imatge dins de la seva cabina i que era emprada per transportar-la durant els festivals processionals. Per ressaltar la naturalesa sagrada del santuari aquest es mantenia en una foscor total. Si en els primers temps el santuari es disposava en el fons de l'edifici, en el període tardà i el ptolemaic es va convertir en un edifici independent dins del temple, encara que aïllat del món exterior pels corredors i habitacions circumdants.
Les capelles secundàries, dedicades a deïtats associades al déu principal, es distribuïen al voltant de la principal. Quan el patró principal era una deïtat masculina, les capelles secundàries se solien consagrar als seus consorts i descendents. En els temples funeraris aquestes capelles secundàries eren dedicades a déus associats amb la reialesa.
Al costat del santuari se situaven altres sales per emmagatzemar objectes cerimonials, textos rituals i objectes de valor del temple. Altres estades tenien funcions rituals específiques. La sala de les ofrenes solia estar separada del mateix santuari, i als temples sense santuari de la barca, existia un tabernacle per guardar-la. En els temples més tardans, les zones rituals podien ampliar amb capelles en una segona planta i en sales subterrànies. Finalment, en el mur exterior de la part posterior del temple sovint havia nínxols perquè els laics preguessin al déu patró, i eren el més a prop de la seva llar que ells podien estar.

### Sales i patis

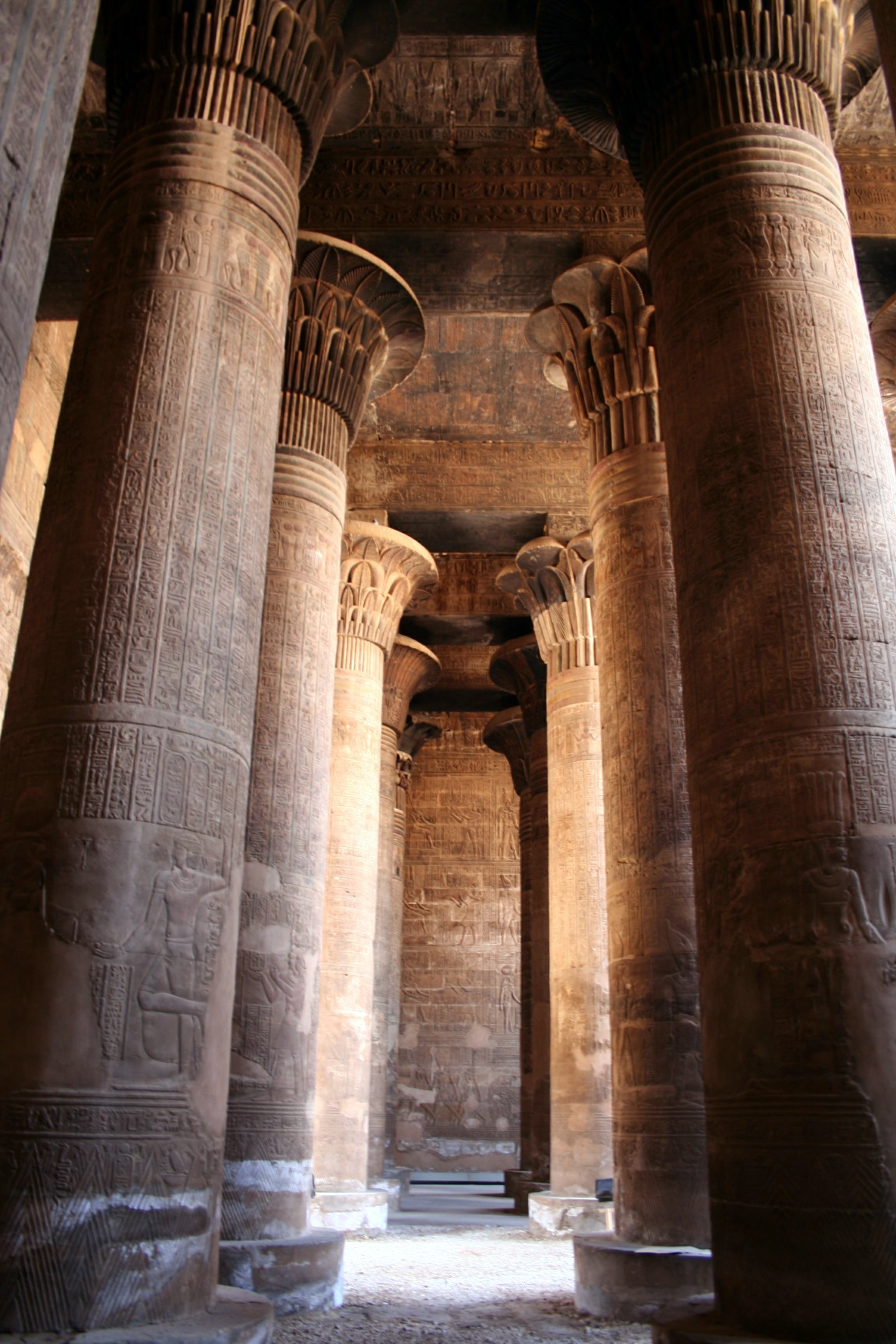
Sala hipòstila del temple d'Esna.

Les sales hipòstiles, estances cobertes i plenes de columnes, apareixen en els temples al llarg de tota la història d'Egipte. Durant l'Imperi Nou se situaven normalment davant de la zona del santuari. Aquestes sales eren menys restringides que les cambres interiors i s'obrien als laics en determinades ocasions. Estaven en penombra, no tan fosques com el santuari : les sales de l'Imperi Nou comptaven amb alts passatges centrals sobre la ruta processional perquè un claristori proporcionés llum tènue. L'epítom d'aquesta tipologia és la gran sala hipòstila de Karnak, les enormes columnes de la qual tenen 21 metres d'altura. En períodes tardans els egipcis van preferir un tipus diferent, amb un mur baix per tapar la llum. Les sales en penombra, les columnes solen imitar plantes com el lotus i el papir, eren símbols del mitològic món pantanós que envoltava el túmul ancestral de la creació. Les columnes també podien ser vistes com els pilars que sostenien el cel a la cosmologia egípcia.
Més enllà de la sala hipòstila havia un o més peristils a cel obert. Aquests patis oberts, també anomenades sales hípetres, presents en els temples egipcis des de l'Imperi Antic, es van convertir en zones de transició en el pla clàssic de l'Imperi Nou, estesos entre l'espai públic de l'exterior del temple i les restringides sales interiors. Aquí el poble es trobava amb els sacerdots en els festivals. Davant de cada pati s'aixecaven els pilons, un parell de torres amples i trapezoïdals que flanquejaven la porta principal. El piló només es coneix en exemples dispersos en els imperis Antic i Mitjà, però en el Nou ràpidament es van convertir en les distintives façanes de la majoria de temples egipcis. El piló era una torre de guaita simbòlica contra les forces del desordre i un jeroglífic de l'horitzó, després del qual s'amagava el sol cada dia, reforçant així el simbolisme solar del temple.
Davant de cada piló es disposaven parells de nínxols per emplaçar astes amb banderes. A diferència dels pilons, aquests parells de banderes van existir des de les capelles més primerenques del període predinàstic. Van estar tan fortament associades a la presència d'un déu, que el jeroglífic d'elles acabaria sent empleat per a la paraula egípcia déu.

### Recinte
Fora dels edificis del temple pròpiament dit hi havia el recinte del temple, envoltat per un mur de tova rectangular que protegia simbòlicament l'espai sagrat del desordre exterior. De vegades la seva funció va ser més que simbòlica, especialment durant les últimes dinasties natives al segle iv aC, quan els murs van ser fortificats en cas d'invasió. En els temples tardans aquests murs sovint alternaven trams còncaus i convexos i la seva part superior es rematava amb una ondulació vertical. Aquest patró podria evocar les aigües mitològiques del caos.

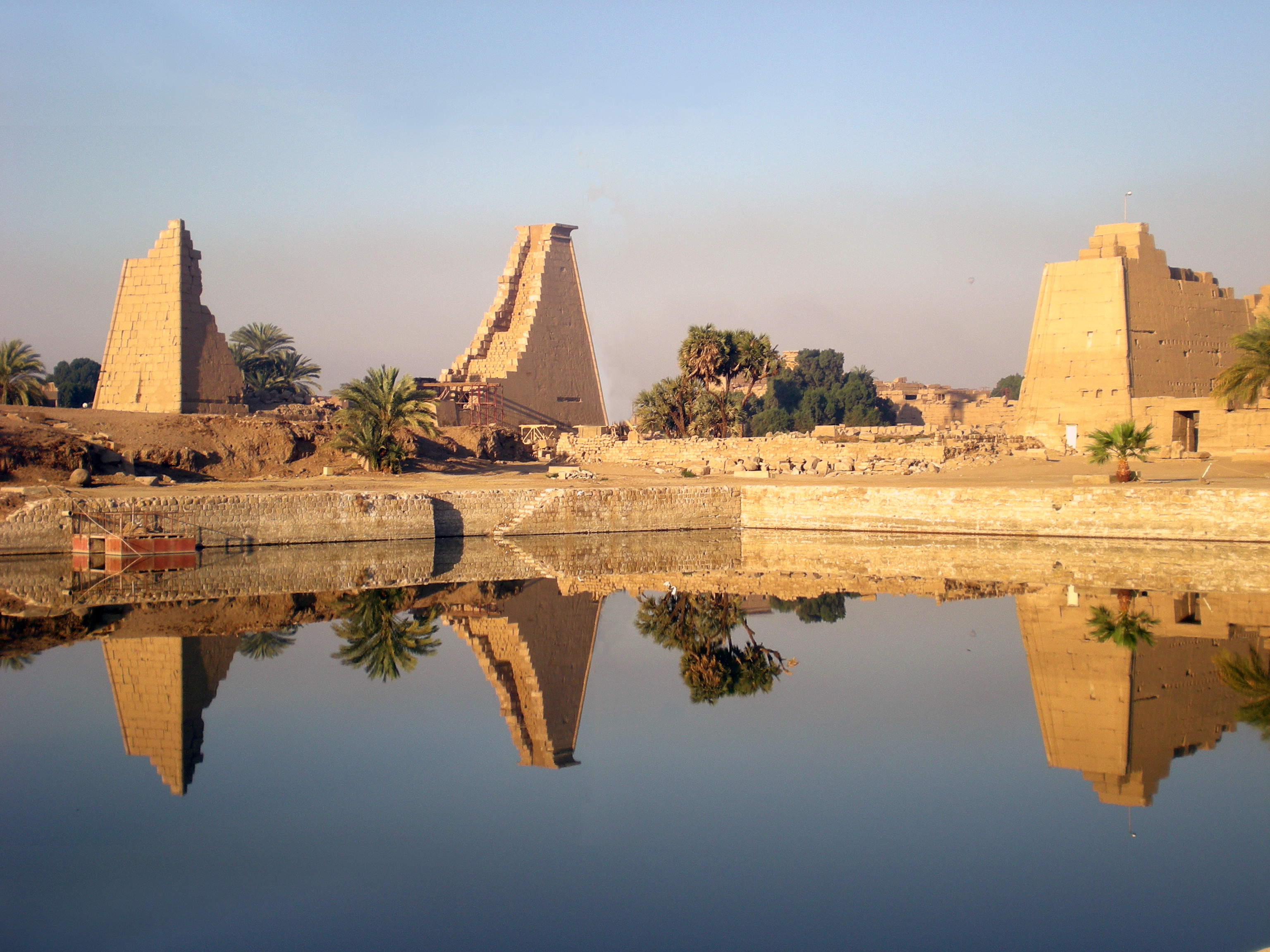
Llac sagrat de Karnak.

Els murs tancaven molts edificis relacionats amb les funcions del temple. Alguns contenien capelles satèl·lits dedicades a deïtats associades al déu principal, inclosos mammisis que celebraven el naixement del nen déu mitològic. Els llacs sagrats presents en molts recintes servien com a reserves de l'aigua usada en els rituals, com a llocs en què els sacerdots es purificaven ritualment i com a representacions de l'aigua de la qual va emergir el món. Els temples funeraris de vegades contenien un palau per a l'esperit (ka) del faraó, construït davant del mateix temple. Els sanatoris d'alguns temples proveïen un lloc perquè els malalts esperessin els somnis de curació enviats pel déu. Altres temples incloïen cuines, tallers i magatzems per satisfer les seves necessitats. Especialment important era la pr-ˁnḫ, la Casa de la vida, on el temple editava, copiava i emmagatzemava els seus textos religiosos, inclosos els utilitzats per als rituals. La Casa de la vida també funcionava com un centre general d'ensenyament, ja que contenia textos de temes no religiosos com història, geografia, astronomia i medicina. Tot i que tots aquests edificis es van dedicar a propòsits més mundans que el mateix temple, encara tenien un significat religiós, ja que fins i tot el graner podia ser usat per a cerimònies específiques.
La via processional discorria a través del recinte, des de la porta principal en el mur del temple. Aquest camí estava ornat amb estàtues d'esfinxs i esquitxat per les estacions de la barca, on els sacerdots que la portaven podien descansar durant la processó. La via normalment acabava en un moll a la vora del Nil, que servia com a punt d'entrada dels visitants que arribaven navegant i de punt de sortida per a la processó quan aquesta continuava pel riu. En els temples piramidals de l'Imperi Antic el moll comptava amb un temple sencer, el Temple de la Vall, unit al temple de la piràmide per la via processional.

### Decoració

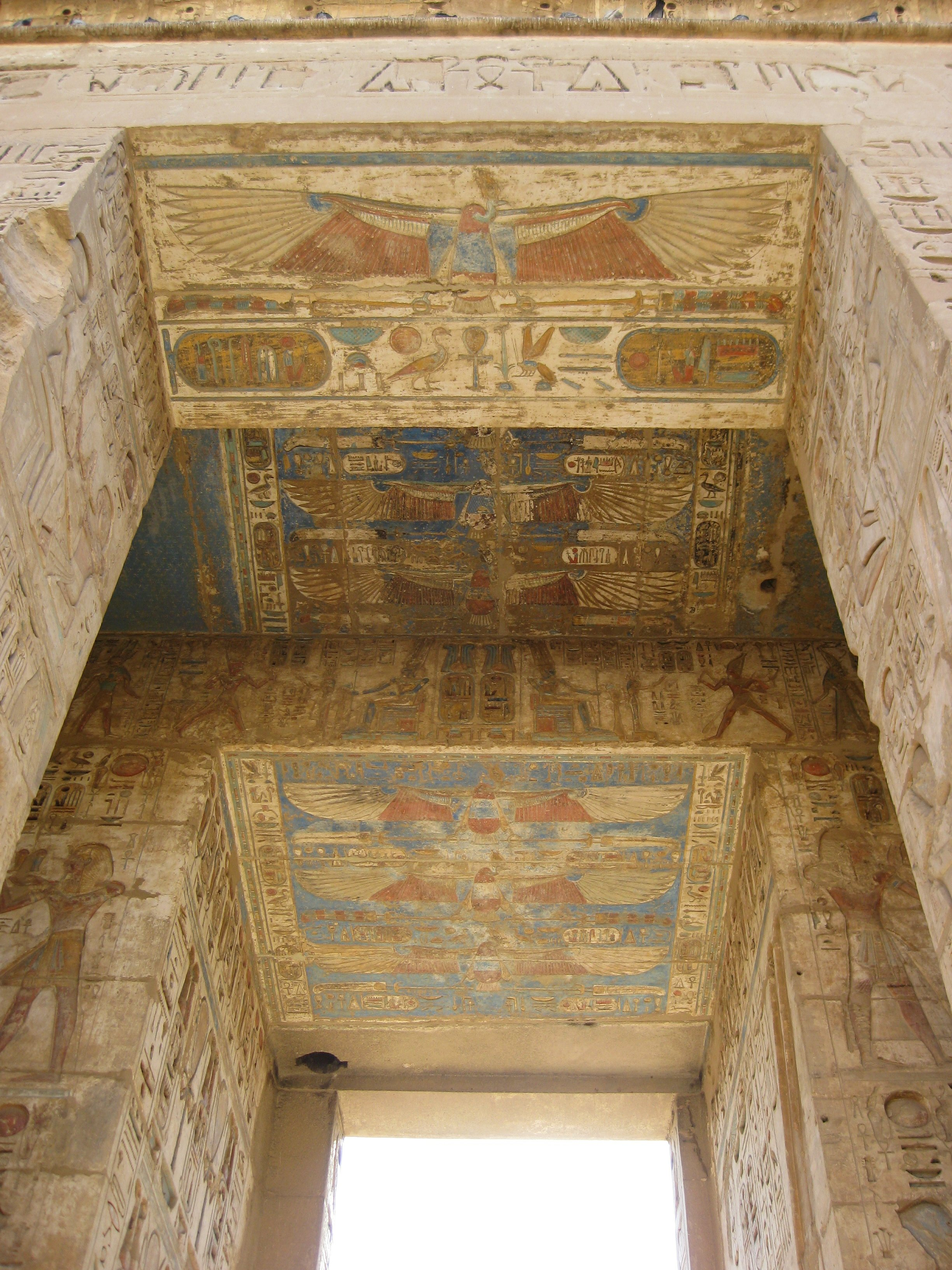
Relleus pintats i amb incrustacions de faiança en sostres i parets de Medinet Habu.

L'arquitectura dels temples egipcis estava profusament decorada amb relleus i escultures exemptes, tots amb significat religiós. Els egipcis creien que els déus eren presents en les seves imatges, inundant el temple amb el seu poder sagrat. Els símbols de llocs d'Egipte o parts del cosmos completaven la geografia mítica també present en l'arquitectura del temple. Les imatges realçaven l'efecte màgic dels rituals i el perpetuaven fins i tot després de la seva realització. Causa de la seva naturalesa religiosa, els motius decoratius mostraven una versió idealitzada de la realitat, emblemàtica del propòsit del temple, en lloc de l'autèntic context. Per exemple, el faraó era mostrat executant tots els rituals, mentre que els sacerdots, si de cas apareixien, estaven en un paper secundari. No importava que el sobirà gairebé mai estigués present en els festivals, només interessava la seva més àmplia labor d'intermediari amb els déus.

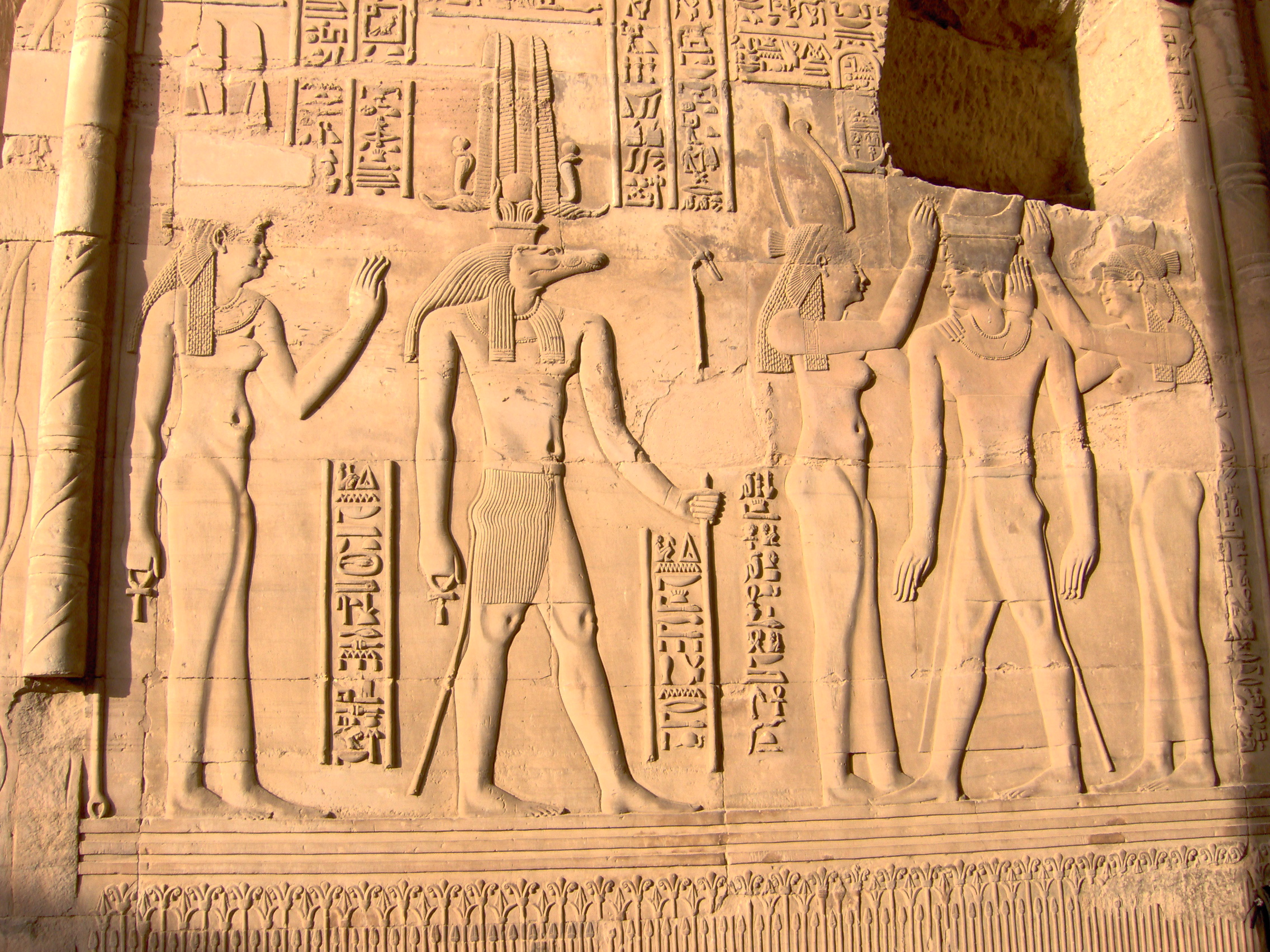
Relleu al Temple de Kom Ombo. Al centre, amb cap de cocodril, el déu Sobek.

El motiu decoratiu més prolífic va ser el relleu, que es va anar fent més present amb el pas del temps fins que, en els temples tardans, cobria murs, sostres, columnes, bigues i esteles. Els artistes egipcis van crear tant baixos relleus com relleus enfonsats. El baix relleu permetia uns acabats més subtils, però requeria més talla. Els enfonsats s'empraven en pedres més dures i difícils de treballar, i també quan els constructors volien acabar ràpid, atès que no necessitava l'extracció de tant material com el baix relleu. L'enfonsat era molt apropiat per a exteriors, on l'ombra que creava la llum del sol realçava el contorn de les figures. Un cop acabats els relleus, eren pintats usant colors bàsics com negres, blancs, vermells, grocs, verds i blaus, encara que evidentment els artistes els barrejaven per aconseguir altres tonalitats. En alguns casos es dauraven o rebien incrustacions de cristall o faiança que substituïa la pintura.
Els relleus, tant imatges com jeroglífics, es troben entre les fonts d'informació més importants sobre l'antic Egipte. Contenen calendaris de festivals, relats de mites, vista de rituals o textos d'himnes. Els faraons van gravar en pedra seves activitats constructives o les seves campanyes militars contra els enemics d'Egipte. Els temples ptolemaics van més lluny i inclouen informació treta dels llibres en ells emmagatzemats. La decoració de cada habitació oferia informació sobre les activitats en ella realitzades i tenia un vincle amb el seu propòsit simbòlic, proveint abundant informació sobre les diferents activitats del temple.
Les grans escultures independents del temple incloïen obeliscs, alts i apuntats pilars, associats amb el sol a la iconografia egípcia. El més gran d'ells, l'obelisc de Laterà, feia més de 36 metres d'altura. Se solien disposar en parells enfront dels pilons o en altres llocs al llarg de l'eix del temple. Les estàtues del rei (faraó), que també se situaven de manera similar, també atenyeren proporcions colossals; els Colossos de Mèmnon al temple funerari d'Amenhotep III i l'estàtua de Ramsès II al Ramesseum són les majors estàtues independents fetes a l'antic Egipte. Hi havia també figures de déus, sovint amb forma d'esfinx, que servien com a guardians simbòlics del temple. Les estàtues més nombroses eren les votives, donades pels faraons, per particulars o per ciutats per guanyar-se el favor diví i que podien representar al déu al qual anaven dedicades, la persona que la donava o totes dues. Les estàtues més importants del temple eren les imatges de culte, normalment fetes o decorades amb materials preciosos com l'or o el lapislàtzuli.

## Personal

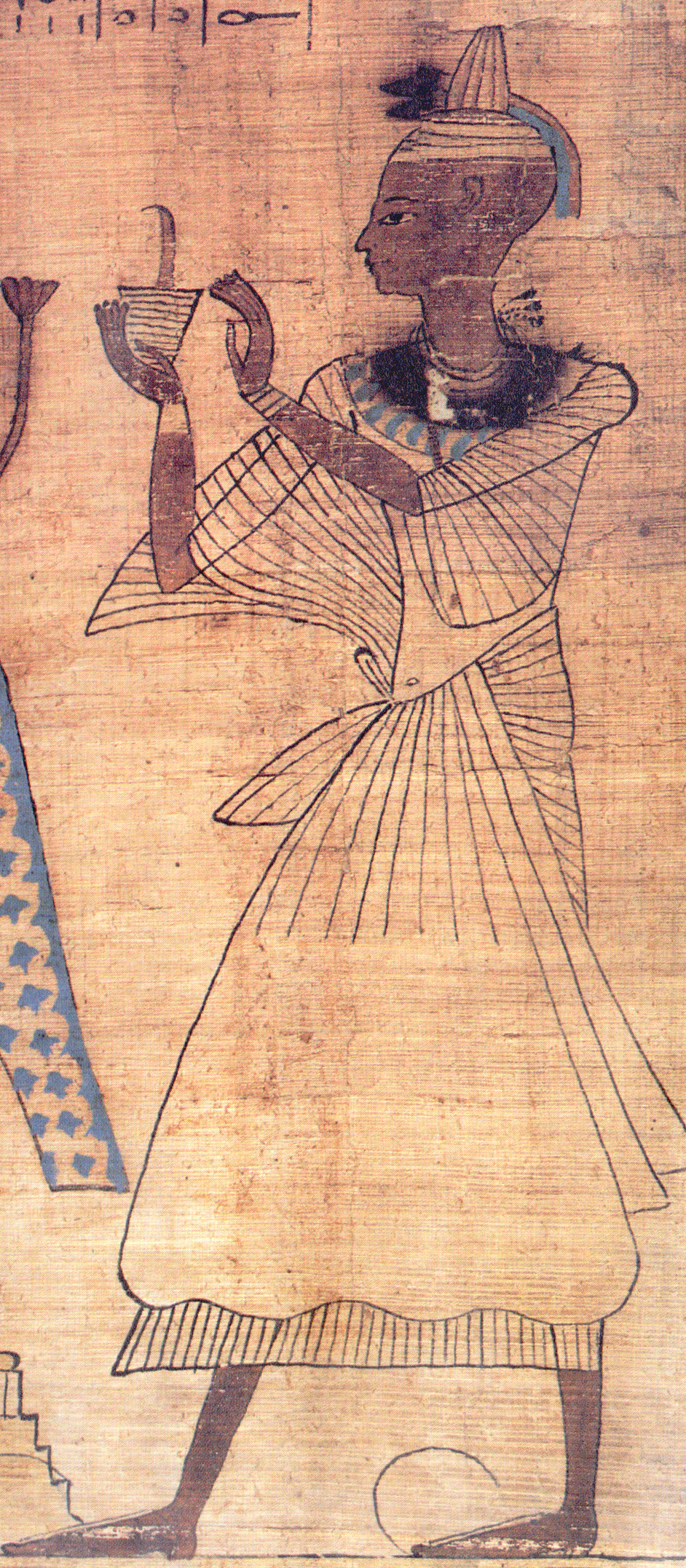
Un sacerdot cremant encens. Dibuix del Llibre dels Morts.

Un temple necessitava molta gent per realitzar els rituals i tasques auxiliars. Els sacerdots s'encarregaven de les funcions rituals essencials, però en la ideologia religiosa egípcia eren molt menys importants que el faraó. Com ens il·lustren les decoracions murals dels temples, totes les cerimònies eren executades, en teoria, pel faraó, mentre que els sacerdots estaven subjectes a la seva autoritat, ja que el sobirà tenia el dret de nomenar a qui volgués per al sacerdoci. De fet, en els imperis Antic i Mitjà la majoria dels sacerdots eren funcionaris del govern que deixaven les seves tasques durant una part de l'any per servir per torns en els temples. Un cop el sacerdoci es va fer més professional el faraó usava el seu poder només per nomenar els sacerdots de més alt rang, generalment per recompensar als seus funcionaris favorits amb un treball o per intervenir per raons polítiques en els assumptes d'un important culte. Per a assumptes de menor calat el faraó delegava en el seu visir o en els mateixos sacerdots. En aquests casos el titular d'un càrrec nomenava successor al seu propi fill o els clergues del temple li concedien decidir qui ocuparia un lloc vacant. Ser sacerdot era summament lucratiu, de manera que eren càrrecs ocupats només pels membres més rics i influents de la societat egípcia.
Els requisits per al sacerdoci van variar amb el temps i entre els diferents cultes als déus. Tot i que el coneixement teològic era la tasca dels sacerdots, se sap molt poc sobre la capacitació o els coneixements que se'ls demanaven als seus membres. No obstant això, els sacerdots estaven obligats a observar els estrictes estàndards de puresa ritual en l'espai sagrat. S'afaitaven el cap i el cos, es rentaven diverses vegades al dia i només vestien roba neta. No estaven obligats al celibat, però les relacions sexuals els embrutaven i els obligaven a una purificació. Els cultes d'alguns déus imposaven restriccions addicionals relacionades amb la seva mitologia, com la prohibició de menjar la carn d'animals associats a la divinitat. L'acceptació de dones al sacerdoci va ser variable. En l'Imperi Antic moltes dones van exercir el sacerdoci, però la seva presència en el clergat es va reduir dràsticament en l'Imperi Mitjà, per tornar a augmentar al Tercer Període Intermedi. Els càrrecs menys rellevants, com el de músic en les cerimònies, van seguir oberts a les dones fins i tot en els períodes més restrictius, igual que el paper especial de consort cerimonial del déu. Aquest últim lloc era molt influent i la més important d'aquestes consorts, l'esposa del déu Amon, va arribar a suplantar el gran sacerdot d'Amon en el Període Tardà.
Al capdavant de la jerarquia del temple hi havia el gran sacerdot, que supervisava totes les funcions religioses i econòmiques de la institució i en els grans cultes era una important figura política. Sota ell podia haver fins a tres sacerdots subordinats que el substituïen en algunes cerimònies. Si bé aquests rangs més alts van ser posats a temps complet a partir de l'Imperi Nou, els primers graus del sacerdoci encara treballaven en torns al llarg de l'any. Mentre que alguns sacerdots feien diverses tasques domèstiques, el clergat comptava amb diversos especialistes en rituals. Un d'aquests rols especialitzats era el de sacerdot lector d'himnes i encanteris durant els rituals al temple, i que també llogava els seus serveis màgics als laics. A més dels seus sacerdots, un temple emprava cantants, músics i ballarins per als seus rituals, a més d'agricultors, forners, artesans, paletes i administradors que subministraven i gestionaven les seves necessitats pràctiques. Per tant, en un temple important podia haver uns cent cinquanta sacerdots a temps parcial o complet, i desenes de milers d'empleats laics treballant les seves terres al llarg del regne. Aquests números contrasten amb els un temple mitjà, que podia tenir de deu a vint-i-cinc sacerdots, i amb els petits temples provincians, que podien tenir només un.
En certes èpoques va existir una oficina administrativa que va presidir tots els temples i clergues. En l'Imperi Antic el faraó va atorgar aquesta autoritat primer als seus familiars i després als seus visirs. En el regnat de Tutmosis III l'oficina va passar dels visirs als grans sacerdots d'Amón, que la van mantenir durant gran part de l'Imperi Nou. Els romans van establir una oficina semblant, la idios Logos, que va supervisar els cultes egipcis fins a la seva extinció.

## Activitats religioses

### Rituals diaris
El ritual d'ofrena diària va ser molt similar a tot Egipte, tot i que la seqüència exacta d'esdeveniments és incerta. A l'alba, el sacerdot oficiant obria la porta i entrava al santuari portant una espelma per il·luminar l'estada, després de la qual cosa es prostrava davant la imatge del déu recitant himnes de lloança. Després de purificar l'habitació amb aigua i encens el sacerdot presentava al déu una figura de la deessa Maat, acte que representava el propòsit de tota la cerimònia. Llavors retirava la figura del déu del tabernacle, la vestia tot reemplaçant la vestimenta del dia anterior i la ungia amb oli i pintura. En algun moment el sacerdot també li oferia menjar, com ara carn, fruites, vegetals i pa, un aliment del qual pensaven que el déu només en consumia l'essència. Aquest menjar després es distribuïa a altres estàtues del temple, a les capelles funeràries locals per al manteniment dels morts i finalment als sacerdots, que eren els quals finalment la ingerien. Els egipcis anomenaven a això la «reversió de les ofrenes».
Altres rituals oferents tenien lloc al migdia i al vespre, tot i que el santuari del déu no era reobert. Altres cerimònies també es feien diàriament, inclosos els rituals específics de cada déu. Per exemple, en el culte al déu solar Ra es cantaven himnes dia i nit per cada hora de viatge del déu a través del cel. Altres rituals servien per lluitar contra les forces del caos i podien implicar la destrucció d'imatges de déus hostils com Apep o Seth, actes que es creia que tenien un efecte real mitjançant els principis de la màgia egípcia.
Els egipcis no dubtaven a creure que tots els rituals aconseguien el seu efecte gràcies a la màgia, anomenada heka, que era una força fonamental que els rituals manipulaven. Usant la màgia, la gent, els objectes i les accions s'equiparaven amb les seves contraparts del regne diví i, per tant, afectaven els esdeveniments entre els déus. Per exemple, en les ofrenes diàries l'estàtua de culte s'associava amb Osiris, déu dels morts, independentment de a qui representés aquesta. El sacerdot oficiant era identificat amb Horus, fill vivent d'Osiris, que en la mitologia va donar suport al seu pare després de la mort a través de les ofrenes. Aquesta relació va ser exemple per a les relacions entre els vius i els morts als quals es feien ofrenes, i amb el temps es va convertir en el model per a totes les relacions entre els habitants del món dels vius i el món diví. En equiparar-se màgicament amb un déu en un mite, els sacerdots eren capaços d'interactuar amb la deïtat del temple.

### Festivals
En els dies de particular importància religiosa dels rituals diaris eren substituïts per festivals. Aquests festivals se celebraven en diferents intervals, encara que la majoria eren anuals, amb una temporalitat basada en el calendari civil egipci, molt diferent de l'actual. Per això, encara que molts festivals tenien origen estacional, les seves dates no coincideixen amb el nostre calendari. D'altra banda, tot i que la majoria de festivals se celebraven en un sol temple, alguns implicaven dos o més temples de tota una regió d'Egipte i només uns pocs es realitzaven a tot el país. En l'Imperi Nou i després, el calendari de festivals d'un temple podia incloure dotzenes d'esdeveniments, però és probable que la majoria d'ells fossin només observats pels sacerdots. No obstant això, en els festivals que incloïen processons fora del temple la població local es reunia per veure i celebrar les que eren les cerimònies més elaborades del temple, acompanyades del recitat d'himnes i la participació de músics.

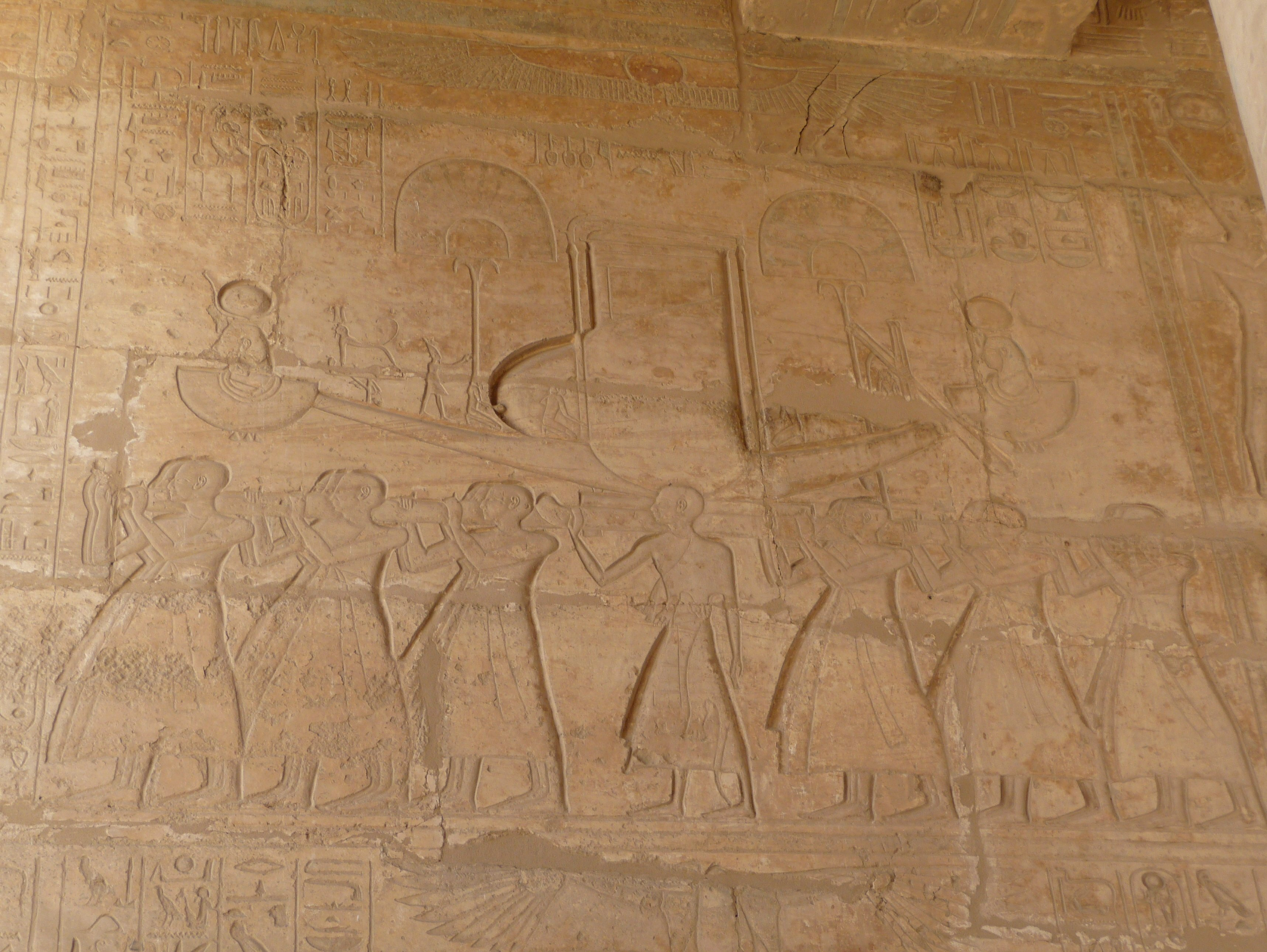
Sacerdots purificadors portant una barca de festival durant una processó.

Les cerimònies dels festivals incloïen la recreació de passatges mitològics o la realització d'altres actes simbòlics, com la sega del blat durant el festival de la collita dedicat al déu Min. Cerimònies com aquesta tenien lloc només dins del recinte del temple, però altres festivals implicaven la visita al temple del déu o un altre, ocasió en la qual se celebrava el festival processional, quan els sacerdots portaven la imatge divina dins de la barca en un viatge que es podia fer enterament per terra o implicar l'embarcament en un vaixell real per navegar pel Nil. el propòsit de la visita del déu variava. Podia estar relacionada amb el sexe i la fertilitat, ja que en el període ptolemaic una imatge d'Hathor del Temple de Denderah era portada anualment al temple d'Edfú, llar de la seva parella mítica Horus, i allà les dues imatges romanien diverses nits juntes al mammisi que celebrava el naixement del seu fill Harsomtus. Altres viatges dels festivals estaven lligats a la ideologia de la reialesa, cas del festival d'Opet, una cerimònia d'enorme importància durant l'Imperi Nou en la qual la imatge d'Amon a Karnak visitava la forma d'Amon del temple de Luxor, a 3 km. en línia recta, per reafirmar el poder diví del faraó. Altres cerimònies comptaven amb un caràcter funerari, com la Bella Festa de la Vall, en la qual l'Amon de Karnak anava a Medinet Habu per completar els ritus funeraris dels vuit déus Ogdoad, que es creien allà enterrats. Totes aquestes diverses cerimònies tenien el propòsit general de renovar la vida entre els déus i en el cosmos.
Les divinitats implicades en un festival rebien ofrenes molt més abundants que en els rituals diaris. Les enormes quantitats d'aliments que figuren en els textos dels festivals és improbable que fossin només repartides entre els sacerdots, de manera que segurament els laics també participarien en la reversió d'aquestes ofrenes.

### Culte a animals sagrats

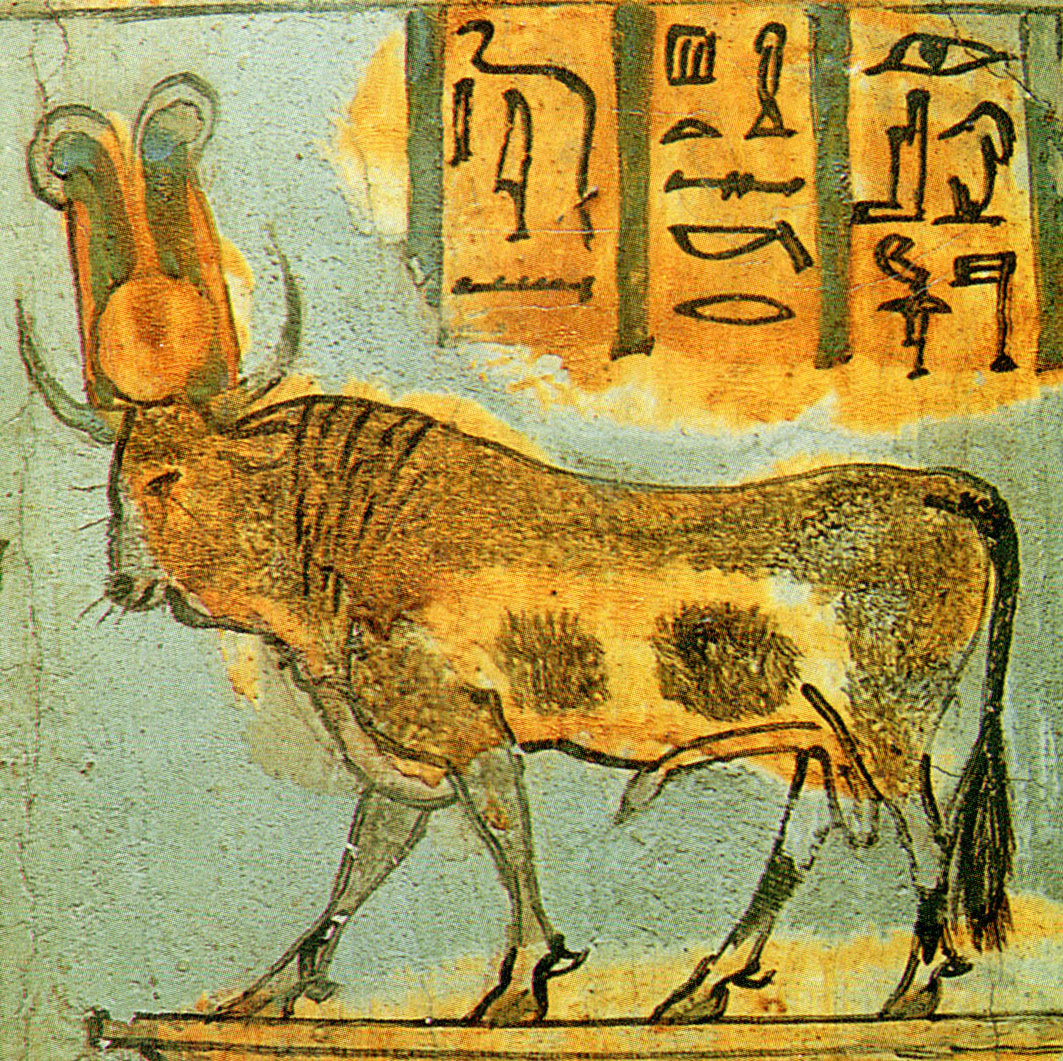
El brau Apis.

Alguns temples tenien animals sagrats que es creia que eren manifestacions del ba del déu, de la mateixa manera que aquest es manifestava en les seves imatges de culte. Aquests animals eren mantinguts en el temple i adorats durant un temps variable que podia ser un any o tota la vida de l'animal. Al final d'aquest temps eren reemplaçats per un nou animal de la mateixa espècie, seleccionat per un oracle diví o basant-se en unes marques específiques, que se suposava indicaven la seva naturalesa divina. Alguns d'aquests destacats animals van ser el bou Apis, adorat a Memfis com a manifestació del déu memfita Ptah, o el falcó d'Edfu que representava el déu falcó Horus.
Durant el Període Tardà es va desenvolupar una nova forma de culte animal que consistia en què un laic pagués als sacerdots perquè sacrifiquessin, momifiquessin i enterressin un animal d'una espècie determinada com a ofrena a un déu. Aquests animals no es consideraven especialment sagrats, sinó només com una espècie associada a un déu que representaven amb la seva forma. Per exemple, el déu Tot podia ser representat com un ibis o babuí, animals que li eren ofrenats. Si bé aquesta pràctica era diferent de l'adoració d'un déu individual, alguns temples mantenien poblacions d'animals que podien ser seleccionats per a aquest propòsit.

### Oracles
Al començament de l'Imperi Nou, i possiblement abans, les processons dels festivals s'havien convertit en una oportunitat perquè la gent busqués els oracles del déu. Les seves consultes tractaven qüestions que anaven des de la localització d'un objecte extraviat a la millor opció per a un assumpte de govern. Els balancejos de la barca sobre les espatlles dels seus portadors -fent simples gestos per indicar "sí" o "no", apropant taules en les quals podien ser escrites les respostes o orientant la barca cap a persones concretes de la multitud- es prenien com a indicacions de la resposta del déu. Cap al Tercer Període Intermedi els oracles es van expandir més enllà dels festivals per permetre la consulta freqüent de la gent. Els sacerdots interpretaven els moviments dels animals sagrats, o eren preguntats directament, i tornaven per escrit o de paraula les respostes que el déu suposadament els havia transmès. Se suposava que els sacerdots tenien una habilitat especial per parlar amb els déus i interpretar les seves respostes, la qual cosa els atorgava gran influència política i els donà els mitjans perquè els grans sacerdots d'Amon dominessin l'Alt Egipte durant el Tercer Període Intermedi.

### Culte popular
Tot i estar exclosos dels rituals dins dels temples, els laics buscaven interactuar amb els déus. Es conserven poques evidències de pràctiques religioses individuals en les primeres èpoques egípcies, de manera que els egiptòlegs estimen que, si bé els egipcis van emprar diverses maneres de comunicar-se amb el diví a través de santuaris domèstics i capelles comunitàries, els temples oficials i els seus déus van ser els focus més importants de veneració popular.

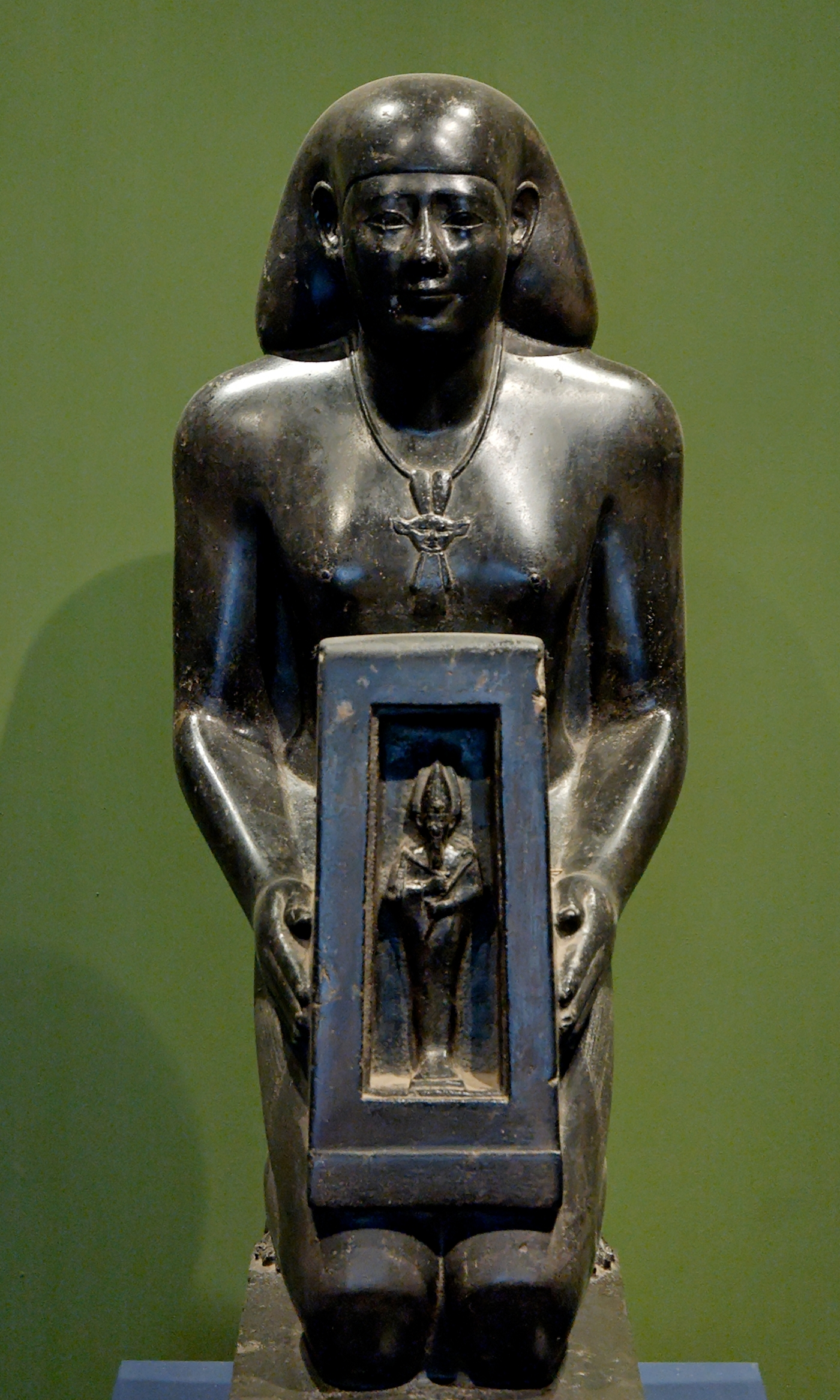
Naòfor amb una imatge d'Osiris, al Museu Arqueològic Nacional de Nàpols.

Tot i no poder participar directament en la veneració de les imatges oficials de culte, els laics tractaven de transmetre les seves pregàries. De vegades lliuraven els seus missatges als sacerdots del temple perquè aquests se'ls fessin arribar al déu. Els patis, les portes i les sales hipòstiles van poder tenir espais destinats a l'oració pública. Altres vegades els ciutadans dirigien les seves pregàries a les colossals estàtues reials, que creien que actuaven com a intermediaris divins. Hi havia més zones de devoció privada extramurs dels temples, com les grans fornícules que van servir com a capelles en què els individus parlaven als seus déus.
Els egipcis també interactuaven amb les divinitats mitjançant les ofrenes, que podien ser des de simples peces de joieria a grans i finament tallades estàtues i esteles. Entre les donacions es trobaven estàtues que es col·locaven en els patis del temple per servir com a memorials als donants després de la seva mort, i que també rebien les ofrenes destinades al sosteniment del seu esperit (ka). Altres estàtues eren regals al déu patró, mentre que les esteles inscrites transmetien a la deïtat les oracions dels donants i missatges d'agraïment. Al llarg dels segles es van acumular moltes estàtues en els temples, de manera que els sacerdots es desfeien d'elles enterrant-les sota terra. Els plebeus, per la seva banda, només podien oferir simples imatges d'argila, encara que la seva forma indicava la raó de la seva donació: una figura amb una dona i un nen al llit significava una oració per un bon part.
Les processons oferien una oportunitat als laics d'apropar i potser albirar la imatge del déu a la seva barca, i també de rebre una part del seu menjar. No obstant això, atès que els rituals clau de qualsevol festival es duien a terme a l'interior del temple, fora de la vista del poble, l'egiptòleg Anthony Spalinger ha qüestionat si aquestes processons inspiraven un veritable «sentiment religiós» o eren una simple ocasió per a la disbauxa. En qualsevol cas, els oracles durant els festivals donaven una oportunitat a la gent corrent de rebre respostes d'unes deïtats normalment molt allunyades d'ells. De vegades els temples es convertien en lloc per a un altre tipus de contacte amb el diví: els somnis. Per als egipcis el somni era una forma de comunió amb el món diví, i en el període ptolemaic molts temples van crear edificis perquè la gent dormís en ells amb l'esperança d'entrar en contacte amb el déu. Aquesta gent solia buscar una solució màgica per a la malaltia o la infertilitat, però altres vegades simplement buscaven resposta a una qüestió que rebia una millor resposta a través d'un somni que d'un oracle.

## Després de l'abandonament
Després del cessament de les seves activitats religioses originals, els temples egipcis van patir una lenta decadència. Molts van ser danyats o desmantellats pels cristians en el seu intent per erradicar les restes de paganisme. Uns pocs, com Luxor i Files, van ser convertits en esglésies, però la majoria va quedar en complet desús i durant segles els habitants locals van usar les seves pedres per construir nous edificis. El que les persones deixaven intacte estava encara a mercè del temps. A les zones desèrtiques dels temples podien quedar coberts per la sorra, mentre que els propers al Nil, particularment en el Baix Egipte, van quedar moltes vegades coberts sota capes de sediments fluvials. Per tant, alguns temples importants com els de Memfis i Heliòpolis es van reduir a la ruïna, mentre que altres allunyats del Nil i de centres de població van romandre gairebé intactes. Amb la pèrdua de la comprensió dels jeroglífics, la informació sobre la cultura egípcia i les seves creences conservades en els temples romandre inintel·ligible per al món.

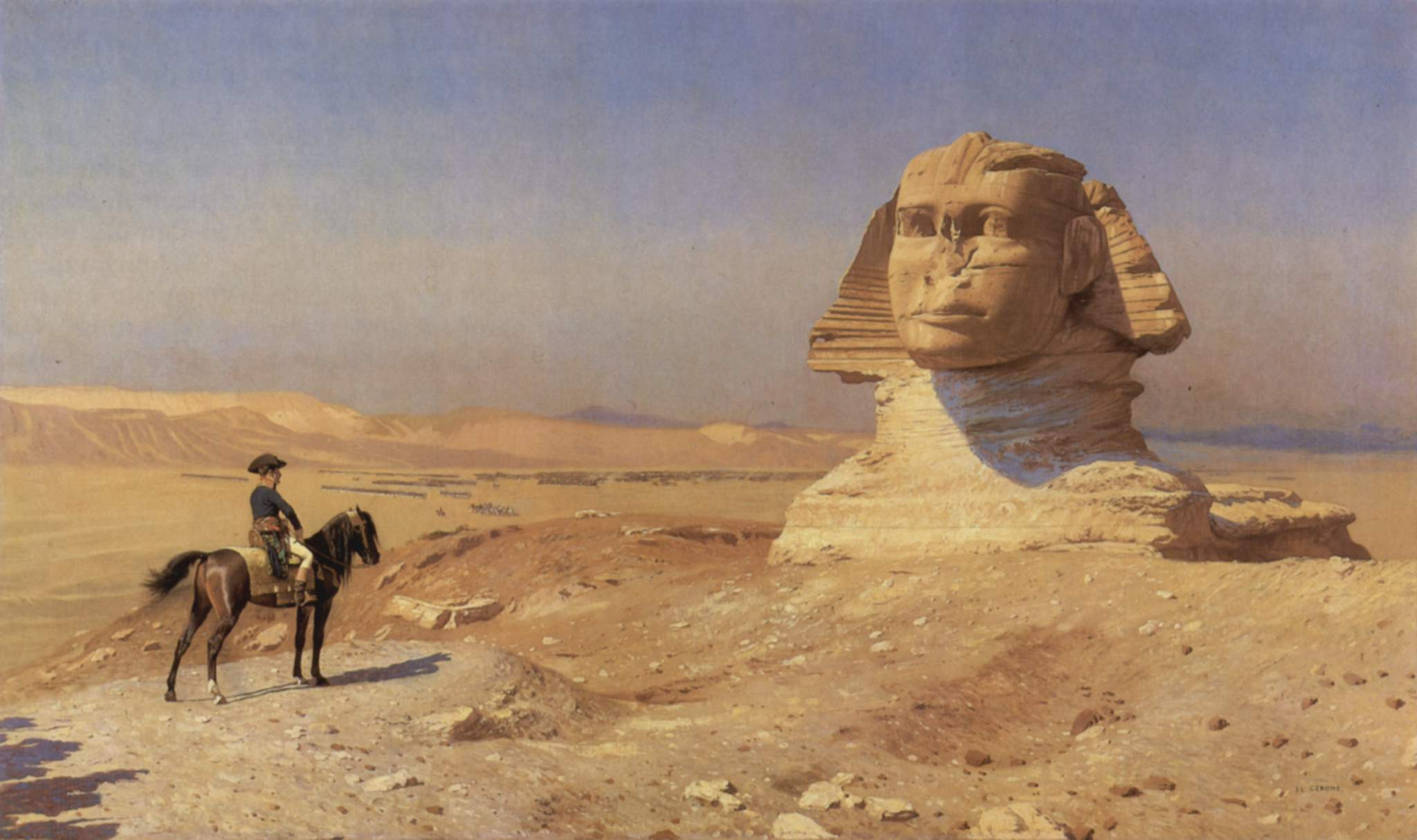
Bonaparte davant l'esfinx, de Jean-Léon Gérôme, c. 1868.

La situació va canviar dramàticament amb la campanya francesa a Egipte i Síria en 1798, que va portar amb si nombrosos experts per examinar els monuments antics supervivents. El resultat del seu estudi va inspirar la fascinació per l'antic Egipte al llarg d'Europa, i a principis del segle xix un creixent nombre d'europeus van començar a viatjar al país del Nil, tant per veure els monuments com per col·leccionar antiguitats egípcies. Molts objectes dels temples, des de petites estàtues a grans obeliscos, van ser trets del país per governs estrangers i col·leccionistes privats. Aquesta onada d'egiptomania va resultar en el redescobriment de temples com Abu Simbel, però moltes peces i edificis van ser tractats amb molt poca cura. No obstant això, els descobriments de l'època van fer possible desxifrar els jeroglífics i el començament de l'egiptologia com una ciència.

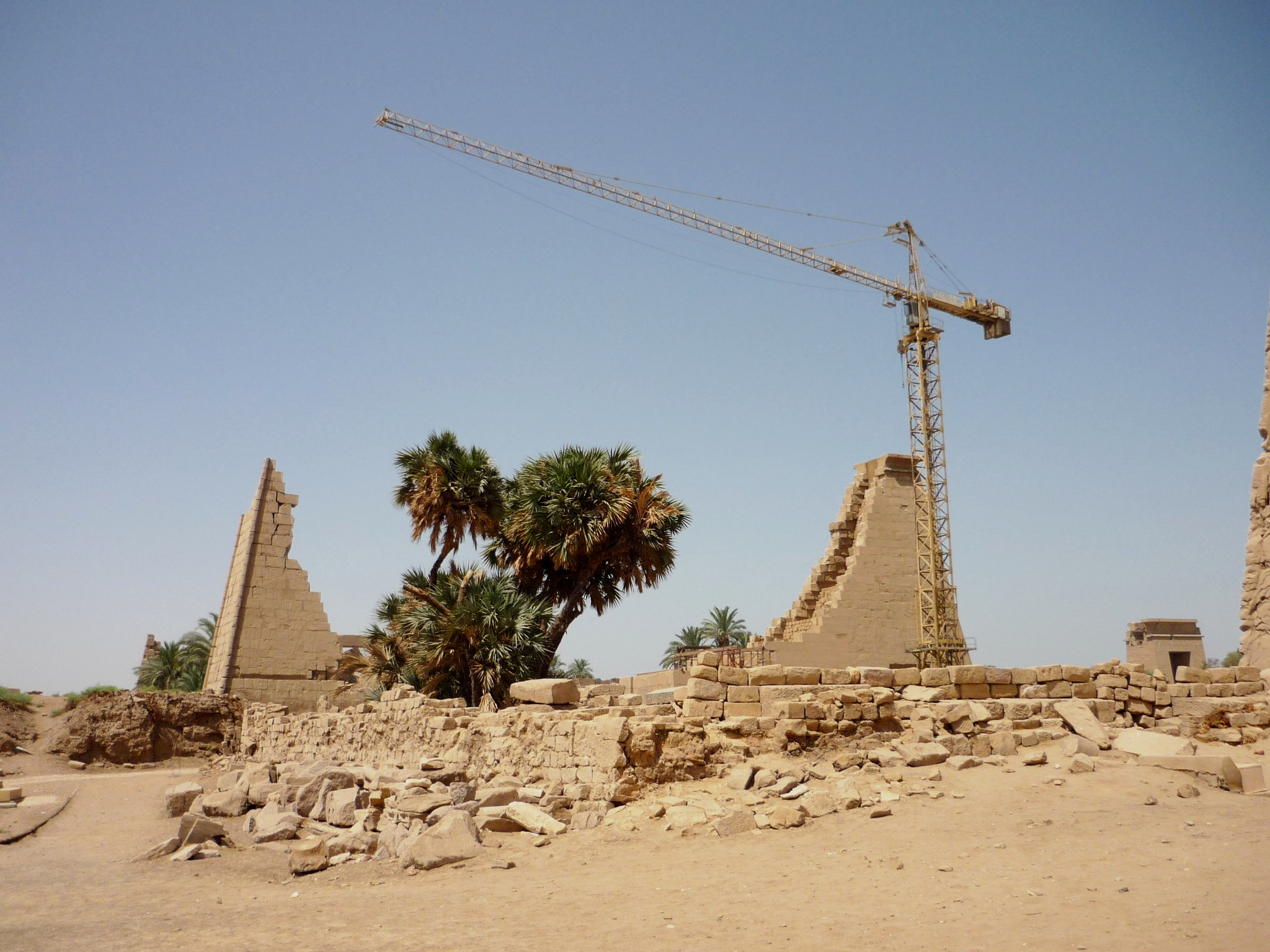
Reconstrucció d'un piló de Karnak, del Període d'Amarna, segons els criteris de l'anastilosi.

Els egiptòlegs vuitcentistes van estudiar intensament els temples, però van posar el seu èmfasi a col·leccionar objectes per enviar als seus països, i els seus mètodes d'excavacions, sovint descurats, van provocar danys. Amb tot i això, a poc a poc l'actitud cap a la recerca d'antiguitats en els monuments egipcis va virar cap a l'estudi acurat i els esforços de preservació. El govern també va prendre un control més gran de les activitats arqueològiques amb l'augment de la independència d'Egipte dels poders forans. No obstant això, fins en els últims temps les antigues restes han hagut d'encarar amenaces, la més severa de les quals va ser la construcció de la presa d'Assuan en els anys 1960, que va posar en perill de submergir per sempre sota les aigües del llac Nasser diversos temples del que va ser la Baixa Nubia, inclosos Filé i Abu Simbel. Un esforç massiu de les Nacions Unides va desmuntar alguns dels monuments amenaçats i els va reconstruir en terrenys més elevats, mentre que el govern egipci va regalar alguns altres a nacions que van contribuir als esforços de salvament, cas del temple de Debod regalat a Espanya per l'ajuda prestada en el trasllat d'Abu Simbel i ubicat en l'actualitat a Madrid. Malgrat tot, diversos temples van quedar sota les aigües.
Actualment hi ha dotzenes d'enclavaments amb restes importants de temples, encara que van existir molts més i cap dels grans temples de l'Alt i el Medi Egipte està ben conservat. Els ben preservats, cas de Karnak, Luxor o Abu Simbel, atreuen turistes del món sencer i són un atractiu clau en la indústria turística egípcia, sector essencial de la seva economia. El govern egipci treballa per equilibrar la demanda turística amb la necessitat de protegir els antics monuments dels efectes nocius del turisme. Els treballs arqueològics també continuen, perquè queden temples enterrats i altres no han estat degudament estudiats. Algunes estructures danyades, com els temples d'Akhenaton, fins i tot estan sent reconstruïdes. Aquests esforços són fruit de la millor comprensió moderna dels temples egipcis, que al seu torn oferiran una visió més completa i profunda de la societat de l'Antic Egipte.